# Världsmästerskapen i beachvolleyboll 2023 (herrar)
Herrarnas turnering under Världsmästerskapen i beachvolleyboll 2023 hölls 6 till 15 oktober 2023. Ondřej Perušič och David Schweiner tog deras första titel genom att besegra David Åhman and Jonatan Hellvig i finalen. Bartosz Łosiak och Michał Bryl blev treor.

## Kval
Totalt 48 lag kvalificerade sig för turneringen.

## Spelkalender
Lagen delades upp i tolv grupper om fyra lag. De två första lagen och de fyra bästa treorna gick direkt vidare till sextondelsfinal. Övriga treor spelade lucky loser mot varandra om de kvarvarande fyra platserna i sextondelsfinalerna. Slutspelet avgjordes genom en direkt avgörande match i varje runda.
| G | Gruppspel | LL | Lucky losers-möten | 1⁄16 | Sextondelsfinal | 1⁄8 | Åttondelsfinal | 1⁄4 | Kvartsfinaler | 1⁄2 | Semifinaler | B | Match om tredjepris | F | Final |

| Fre 6 | Lör 7 | Sön 8 | Mån 9 | Tis 10 | Ons 11 | Tor 12 | Fre 13 | Lör 14 | Sön 15 | Sön 15 |
| ----- | ----- | ----- | ----- | ------ | ------ | ------ | ------ | ------ | ------ | ------ |
| G     | G     | G     | G     | LL     | 1⁄16   | 1⁄8    | 1⁄4    | 1⁄2    | B      | F      |

## Gruppspel
Lottning hölls 21 maj 2023. Om två lag fick lika många poäng i gruppspelet används först set- och sedam bollpoängskvot för att avgöras deras placering. Om tre lag fick samma poäng användes inbördes möten.
Alla tider är lokala (UTC−6).

### Grupp A
| Pos | Lag                 | M | V | F | P | SV | SF | SK    | BV  | BF  | BK    | Kvalificering   |
| --- | ------------------- | - | - | - | - | -- | -- | ----- | --- | --- | ----- | --------------- |
| 1   | A. Mol – Sørum      | 3 | 3 | 0 | 6 | 6  | 1  | 6,000 | 139 | 93  | 1,495 | Sextondelsfinal |
| 2   | Lupo – Rossi        | 3 | 2 | 1 | 5 | 5  | 3  | 1,667 | 134 | 138 | 0,971 | Sextondelsfinal |
| 3   | Boermans – De Groot | 3 | 1 | 2 | 4 | 3  | 4  | 0,750 | 123 | 108 | 1,139 | Sextondelsfinal |
| 4   | Monjane – Martinho  | 3 | 0 | 3 | 3 | 0  | 6  | 0,000 | 69  | 126 | 0,548 |                 |

| 6 oktober 2023 14:30 | A. Mol – Sørum | 2–0 | Monjane – Martinho | Plazas de Toros Huamantla Domare: Giovanni Bake (RSA), José María Padrón (ESP) Rapport: https://en.volleyballworld.com/beachvolleyball/competitions/beach-volleyball-world-championships-tlaxcala-2023/schedule/407326/ |
| 6 oktober 2023 14:30 | (21–13, 21–9)  |     |                    | Plazas de Toros Huamantla Domare: Giovanni Bake (RSA), José María Padrón (ESP) Rapport: https://en.volleyballworld.com/beachvolleyball/competitions/beach-volleyball-world-championships-tlaxcala-2023/schedule/407326/ |

| 6 oktober 2023 15:30 | Boermans – De Groot   | 1–2 | Lupo – Rossi | Plazas de Toros Huamantla Domare: Robert Leko (SRB), Suzanne Lowry (USA) Rapport: https://en.volleyballworld.com/beachvolleyball/competitions/beach-volleyball-world-championships-tlaxcala-2023/schedule/407327/ |
| 6 oktober 2023 15:30 | (21–10, 21–23, 12–15) |     |              | Plazas de Toros Huamantla Domare: Robert Leko (SRB), Suzanne Lowry (USA) Rapport: https://en.volleyballworld.com/beachvolleyball/competitions/beach-volleyball-world-championships-tlaxcala-2023/schedule/407327/ |

| 7 oktober 2023 12:00 | A. Mol – Sørum        | 2–1 | Lupo – Rossi | Plazas de Toros Huamantla Domare: Giovanni Bake (RSA), Suzanne Lowry (USA) Rapport: https://en.volleyballworld.com/beachvolleyball/competitions/beach-volleyball-world-championships-tlaxcala-2023/schedule/407350/ |
| 7 oktober 2023 12:00 | (19–21, 21–13, 15–10) |     |              | Plazas de Toros Huamantla Domare: Giovanni Bake (RSA), Suzanne Lowry (USA) Rapport: https://en.volleyballworld.com/beachvolleyball/competitions/beach-volleyball-world-championships-tlaxcala-2023/schedule/407350/ |

| 7 oktober 2023 19:00 | Boermans – De Groot | 2–0 | Monjane – Martinho | Plazas de Toros Huamantla Domare: Robert Leko (SRB), Carlos Rivera (PUR) Rapport: https://en.volleyballworld.com/beachvolleyball/competitions/beach-volleyball-world-championships-tlaxcala-2023/schedule/407351/ |
| 7 oktober 2023 19:00 | (21–8, 21–10)       |     |                    | Plazas de Toros Huamantla Domare: Robert Leko (SRB), Carlos Rivera (PUR) Rapport: https://en.volleyballworld.com/beachvolleyball/competitions/beach-volleyball-world-championships-tlaxcala-2023/schedule/407351/ |

| 8 oktober 2023 12:00 | A. Mol – Sørum | 2–0 | Boermans – De Groot | Plazas de Toros Huamantla Domare: José María Padron (ESP), Robert Leko (SRB) Rapport: https://en.volleyballworld.com/beachvolleyball/competitions/beach-volleyball-world-championships-tlaxcala-2023/schedule/407374/ |
| 8 oktober 2023 12:00 | (21–14, 21–13) |     |                     | Plazas de Toros Huamantla Domare: José María Padron (ESP), Robert Leko (SRB) Rapport: https://en.volleyballworld.com/beachvolleyball/competitions/beach-volleyball-world-championships-tlaxcala-2023/schedule/407374/ |

| 8 oktober 2023 15:30 | Lupo – Rossi   | 2–0 | Monjane – Martinho | Plazas de Toros Huamantla Domare: Juan Saavedra (COL), Suzanne Lowry (USA) Rapport: https://en.volleyballworld.com/beachvolleyball/competitions/beach-volleyball-world-championships-tlaxcala-2023/schedule/407375/ |
| 8 oktober 2023 15:30 | (21–15, 21–13) |     |                    | Plazas de Toros Huamantla Domare: Juan Saavedra (COL), Suzanne Lowry (USA) Rapport: https://en.volleyballworld.com/beachvolleyball/competitions/beach-volleyball-world-championships-tlaxcala-2023/schedule/407375/ |

### Grupp B
| Pos | Lag               | M | V | F | P | SV | SF | SK    | BV  | BF  | BK    | Kvalificering      |
| --- | ----------------- | - | - | - | - | -- | -- | ----- | --- | --- | ----- | ------------------ |
| 1   | Åhman – Hellvig   | 3 | 3 | 0 | 6 | 6  | 0  | MAX   | 129 | 87  | 1,483 | Sextondelsfinal    |
| 2   | Hodges – Schubert | 3 | 2 | 1 | 5 | 4  | 2  | 2,000 | 117 | 111 | 1,054 | Sextondelsfinal    |
| 3   | Pedrosa – Campos  | 3 | 1 | 2 | 4 | 2  | 4  | 0,500 | 113 | 125 | 0,904 | Lucky losers-möten |
| 4   | Leòn – Marcos     | 3 | 0 | 3 | 3 | 0  | 6  | 0,000 | 99  | 135 | 0,733 |                    |

| 6 oktober 2023 14:30 | Åhman – Hellvig | 2–0 | Leòn – Marcos | Plazas de Toros Tlaxcala Domare: Marlene Hernández (MEX), Wang Lijun (CHN) Rapport: https://en.volleyballworld.com/beachvolleyball/competitions/beach-volleyball-world-championships-tlaxcala-2023/schedule/407328/#lagtats |
| 6 oktober 2023 14:30 | (21–16, 21–12)  |     |               | Plazas de Toros Tlaxcala Domare: Marlene Hernández (MEX), Wang Lijun (CHN) Rapport: https://en.volleyballworld.com/beachvolleyball/competitions/beach-volleyball-world-championships-tlaxcala-2023/schedule/407328/#lagtats |

| 6 oktober 2023 14:30 | Hodges – Schubert | 2–0 | Pedrosa – Campos | Plaza de la Constitución Tlaxcala Domare: Lisandro dos Santos (BRA), Sylvain Druart (FRA) Rapport: https://en.volleyballworld.com/beachvolleyball/competitions/beach-volleyball-world-championships-tlaxcala-2023/schedule/407329/ |
| 6 oktober 2023 14:30 | (21–18, 21–18)    |     |                  | Plaza de la Constitución Tlaxcala Domare: Lisandro dos Santos (BRA), Sylvain Druart (FRA) Rapport: https://en.volleyballworld.com/beachvolleyball/competitions/beach-volleyball-world-championships-tlaxcala-2023/schedule/407329/ |

| 8 oktober 2023 09:00 | Åhman – Hellvig | 2–0 | Pedrosa – Campos | Plazas de Toros Tlaxcala Domare: Brian Hiebert (CAN), Sylvain Druart (FRA) Rapport: https://en.volleyballworld.com/beachvolleyball/competitions/beach-volleyball-world-championships-tlaxcala-2023/schedule/407352/ |
| 8 oktober 2023 09:00 | (21–12, 21–14)  |     |                  | Plazas de Toros Tlaxcala Domare: Brian Hiebert (CAN), Sylvain Druart (FRA) Rapport: https://en.volleyballworld.com/beachvolleyball/competitions/beach-volleyball-world-championships-tlaxcala-2023/schedule/407352/ |

| 8 oktober 2023 09:00 | Hodges – Schubert | 2–0 | Leòn – Marcos | Plaza de la Constitución Tlaxcala Domare: Giseli Amantino (BRA), Wang Lijun (CHN) Rapport: https://en.volleyballworld.com/beachvolleyball/competitions/beach-volleyball-world-championships-tlaxcala-2023/schedule/407353/ |
| 8 oktober 2023 09:00 | (21–19, 21–11)    |     |               | Plaza de la Constitución Tlaxcala Domare: Giseli Amantino (BRA), Wang Lijun (CHN) Rapport: https://en.volleyballworld.com/beachvolleyball/competitions/beach-volleyball-world-championships-tlaxcala-2023/schedule/407353/ |

| 9 oktober 2023 10:00 | Åhman – Hellvig | 2–0 | Hodges – Schubert | Plazas de Toros Tlaxcala Domare: Lisandro dos Santos (BRA), Mariko Satomi (JPN) Rapport: https://en.volleyballworld.com/beachvolleyball/competitions/beach-volleyball-world-championships-tlaxcala-2023/schedule/407376/ |
| 9 oktober 2023 10:00 | (21–11, 24–22)  |     |                   | Plazas de Toros Tlaxcala Domare: Lisandro dos Santos (BRA), Mariko Satomi (JPN) Rapport: https://en.volleyballworld.com/beachvolleyball/competitions/beach-volleyball-world-championships-tlaxcala-2023/schedule/407376/ |

| 9 oktober 2023 10:00 | Pedrosa – Campos | 2–0 | Leòn – Marcos | Plaza de la Constitución Tlaxcala Domare: Osvaldo Sumavil (ARG), Emanuel Batani (MEX) Rapport: https://en.volleyballworld.com/beachvolleyball/competitions/beach-volleyball-world-championships-tlaxcala-2023/schedule/407377/ |
| 9 oktober 2023 10:00 | (30–28, 21–13)   |     |               | Plaza de la Constitución Tlaxcala Domare: Osvaldo Sumavil (ARG), Emanuel Batani (MEX) Rapport: https://en.volleyballworld.com/beachvolleyball/competitions/beach-volleyball-world-championships-tlaxcala-2023/schedule/407377/ |

### Grupp C
| Pos | Lag                 | M | V | F | P | SV | SF | SK    | BV  | BF  | BK    | Kvalificering      |
| --- | ------------------- | - | - | - | - | -- | -- | ----- | --- | --- | ----- | ------------------ |
| 1   | Partain – Benesh    | 3 | 3 | 0 | 6 | 6  | 1  | 6,000 | 138 | 107 | 1,290 | Sextondelsfinal    |
| 2   | H. Mol – Berntsen   | 3 | 2 | 1 | 5 | 4  | 3  | 1,333 | 131 | 130 | 1,008 | Sextondelsfinal    |
| 3   | Peter – Hernán      | 3 | 1 | 2 | 4 | 2  | 5  | 0,400 | 116 | 138 | 0,841 | Lucky losers-möten |
| 4   | Krou – Gauthier-Rat | 3 | 0 | 3 | 3 | 3  | 6  | 0,500 | 148 | 158 | 0,937 |                    |

| 6 oktober 2023 15:30 | Krou – Gauthier-Rat   | 1–2 | H. Mol – Berntsen | Plaza de la Constitución Tlaxcala Domare: Giseli Amantino (BRA), Brian Hiebert (CAN) Rapport: https://en.volleyballworld.com/beachvolleyball/competitions/beach-volleyball-world-championships-tlaxcala-2023/schedule/407331/ |
| 6 oktober 2023 15:30 | (21–14, 17–21, 11–15) |     |                   | Plaza de la Constitución Tlaxcala Domare: Giseli Amantino (BRA), Brian Hiebert (CAN) Rapport: https://en.volleyballworld.com/beachvolleyball/competitions/beach-volleyball-world-championships-tlaxcala-2023/schedule/407331/ |

| 6 oktober 2023 21:00 | Partain – Benesh | 2–0 | Peter – Hernán | Plazas de Toros Tlaxcala Domare: Wang Lijun (CHN), Mariko Satomi (JPN) Rapport: https://en.volleyballworld.com/beachvolleyball/competitions/beach-volleyball-world-championships-tlaxcala-2023/schedule/407330/ |
| 6 oktober 2023 21:00 | (21–9, 21–14)    |     |                | Plazas de Toros Tlaxcala Domare: Wang Lijun (CHN), Mariko Satomi (JPN) Rapport: https://en.volleyballworld.com/beachvolleyball/competitions/beach-volleyball-world-championships-tlaxcala-2023/schedule/407330/ |

| 7 oktober 2023 12:00 | Krou – Gauthier-Rat   | 1–2 | Peter – Hernán | Plazas de Toros Tlaxcala Domare: Brian Hiebert (CAN), Jean Mukundiyukuri (RWA) Rapport: https://en.volleyballworld.com/beachvolleyball/competitions/beach-volleyball-world-championships-tlaxcala-2023/schedule/407355/ |
| 7 oktober 2023 12:00 | (20–22, 21–19, 12–15) |     |                | Plazas de Toros Tlaxcala Domare: Brian Hiebert (CAN), Jean Mukundiyukuri (RWA) Rapport: https://en.volleyballworld.com/beachvolleyball/competitions/beach-volleyball-world-championships-tlaxcala-2023/schedule/407355/ |

| 7 oktober 2023 21:00 | Partain – Benesh | 2–0 | H. Mol – Berntsen | Plazas de Toros Tlaxcala Domare: Osvaldo Sumavil (ARG), Mariko Satomi (JPN) Rapport: https://en.volleyballworld.com/beachvolleyball/competitions/beach-volleyball-world-championships-tlaxcala-2023/schedule/407354/ |
| 7 oktober 2023 21:00 | (23–21, 21–17)   |     |                   | Plazas de Toros Tlaxcala Domare: Osvaldo Sumavil (ARG), Mariko Satomi (JPN) Rapport: https://en.volleyballworld.com/beachvolleyball/competitions/beach-volleyball-world-championships-tlaxcala-2023/schedule/407354/ |

| 8 oktober 2023 15:30 | Partain – Benesh      | 2–1 | Krou – Gauthier-Rat | Plazas de Toros Tlaxcala Domare: Brian Hiebert (CAN), Emanuel Batani (MEX) Rapport: https://en.volleyballworld.com/beachvolleyball/competitions/beach-volleyball-world-championships-tlaxcala-2023/schedule/407378/ |
| 8 oktober 2023 15:30 | (16–21, 21–15, 15–10) |     |                     | Plazas de Toros Tlaxcala Domare: Brian Hiebert (CAN), Emanuel Batani (MEX) Rapport: https://en.volleyballworld.com/beachvolleyball/competitions/beach-volleyball-world-championships-tlaxcala-2023/schedule/407378/ |

| 8 oktober 2023 15:30 | H. Mol – Berntsen | 2–0 | Peter – Hernán | Plaza de la Constitución Tlaxcala Domare: Wang Lijun (CHN), Milán Vachutka (CZE) Rapport: https://en.volleyballworld.com/beachvolleyball/competitions/beach-volleyball-world-championships-tlaxcala-2023/schedule/407379/ |
| 8 oktober 2023 15:30 | (22–20, 21–17)    |     |                | Plaza de la Constitución Tlaxcala Domare: Wang Lijun (CHN), Milán Vachutka (CZE) Rapport: https://en.volleyballworld.com/beachvolleyball/competitions/beach-volleyball-world-championships-tlaxcala-2023/schedule/407379/ |

### Grupp D
| Pos | Lag              | M | V | F | P | SV | SF | SK    | BV  | BF  | BK    | Kvalificering      |
| --- | ---------------- | - | - | - | - | -- | -- | ----- | --- | --- | ----- | ------------------ |
| 1   | Crabb – Brunner  | 3 | 2 | 1 | 5 | 5  | 3  | 1,667 | 145 | 143 | 1,014 | Sextondelsfinal    |
| 2   | Popov – Reznik   | 3 | 2 | 1 | 5 | 4  | 4  | 1,000 | 138 | 138 | 1,000 | Sextondelsfinal    |
| 3   | Evans – Budinger | 3 | 1 | 2 | 4 | 2  | 4  | 0,500 | 117 | 113 | 1,035 | Lucky losers-möten |
| 4   | George – André   | 3 | 1 | 2 | 4 | 4  | 4  | 1,000 | 145 | 151 | 0,960 |                    |

| 6 oktober 2023 15:30 | George – André | 2–0 | Evans – Budinger | Plazas de Toros Tlaxcala Domare: Nina Hobi (AUT), Milán Vachutka (CZE) Rapport: https://en.volleyballworld.com/beachvolleyball/competitions/beach-volleyball-world-championships-tlaxcala-2023/schedule/407332/ |
| 6 oktober 2023 15:30 | (21–17, 24–22) |     |                  | Plazas de Toros Tlaxcala Domare: Nina Hobi (AUT), Milán Vachutka (CZE) Rapport: https://en.volleyballworld.com/beachvolleyball/competitions/beach-volleyball-world-championships-tlaxcala-2023/schedule/407332/ |

| 6 oktober 2023 21:00 | Crabb – Brunner      | 1–2 | Popov – Reznik | Plaza de la Constitución Tlaxcala Domare: Sylvain Druart (FRA), Nina Hobi (AUT) Rapport: https://en.volleyballworld.com/beachvolleyball/competitions/beach-volleyball-world-championships-tlaxcala-2023/schedule/407333/ |
| 6 oktober 2023 21:00 | (20–22, 21–18, 7–15) |     |                | Plaza de la Constitución Tlaxcala Domare: Sylvain Druart (FRA), Nina Hobi (AUT) Rapport: https://en.volleyballworld.com/beachvolleyball/competitions/beach-volleyball-world-championships-tlaxcala-2023/schedule/407333/ |

| 7 oktober 2023 16:30 | George – André        | 1–2 | Popov – Reznik | Plazas de Toros Tlaxcala Domare: Milán Vachutka (CZE), Emanuel Batani (MEX) Rapport: https://en.volleyballworld.com/beachvolleyball/competitions/beach-volleyball-world-championships-tlaxcala-2023/schedule/407356/ |
| 7 oktober 2023 16:30 | (21–19, 12–21, 15–17) |     |                | Plazas de Toros Tlaxcala Domare: Milán Vachutka (CZE), Emanuel Batani (MEX) Rapport: https://en.volleyballworld.com/beachvolleyball/competitions/beach-volleyball-world-championships-tlaxcala-2023/schedule/407356/ |

| 7 oktober 2023 21:00 | Crabb – Brunner | 2–0 | Evans – Budinger | Plaza de la Constitución Tlaxcala Domare: Brian Hiebert (CAN), Marlene Hernández (MEX) Rapport: https://en.volleyballworld.com/beachvolleyball/competitions/beach-volleyball-world-championships-tlaxcala-2023/schedule/407357/ |
| 7 oktober 2023 21:00 | (21–18, 21–18)  |     |                  | Plaza de la Constitución Tlaxcala Domare: Brian Hiebert (CAN), Marlene Hernández (MEX) Rapport: https://en.volleyballworld.com/beachvolleyball/competitions/beach-volleyball-world-championships-tlaxcala-2023/schedule/407357/ |

| 8 oktober 2023 21:00 | George – André        | 1–2 | Crabb – Brunner | Plazas de Toros Tlaxcala Domare: Osvaldo Sumavil (ARG), Jean Mukundiyukuri (RWA) Rapport: https://en.volleyballworld.com/beachvolleyball/competitions/beach-volleyball-world-championships-tlaxcala-2023/schedule/407380/ |
| 8 oktober 2023 21:00 | (21–19, 19–21, 12–15) |     |                 | Plazas de Toros Tlaxcala Domare: Osvaldo Sumavil (ARG), Jean Mukundiyukuri (RWA) Rapport: https://en.volleyballworld.com/beachvolleyball/competitions/beach-volleyball-world-championships-tlaxcala-2023/schedule/407380/ |

| 8 oktober 2023 21:00 | Popov – Reznik | 0–2 | Evans – Budinger | Plaza de la Constitución Tlaxcala Domare: Giseli Amantino (BRA), Wang Lijun (CHN) Rapport: https://en.volleyballworld.com/beachvolleyball/competitions/beach-volleyball-world-championships-tlaxcala-2023/schedule/407381/ |
| 8 oktober 2023 21:00 | (15–21, 11–21) |     |                  | Plaza de la Constitución Tlaxcala Domare: Giseli Amantino (BRA), Wang Lijun (CHN) Rapport: https://en.volleyballworld.com/beachvolleyball/competitions/beach-volleyball-world-championships-tlaxcala-2023/schedule/407381/ |

### Grupp E
| Pos | Lag                   | M | V | F | P | SV | SF | SK    | BV  | BF  | BK    | Kvalificering   |
| --- | --------------------- | - | - | - | - | -- | -- | ----- | --- | --- | ----- | --------------- |
| 1   | Seidl – Pristauz      | 3 | 3 | 0 | 6 | 6  | 1  | 6,000 | 141 | 116 | 1,216 | Sextondelsfinal |
| 2   | Ranghieri – Carambula | 3 | 2 | 1 | 5 | 5  | 3  | 1,667 | 150 | 127 | 1,181 | Sextondelsfinal |
| 3   | Hörl – Horst          | 3 | 1 | 2 | 4 | 3  | 4  | 0,750 | 132 | 122 | 1,082 | Sextondelsfinal |
| 4   | Mora – López          | 3 | 0 | 3 | 3 | 0  | 6  | 0,000 | 68  | 126 | 0,540 |                 |

| 6 oktober 2023 14:30 | Ranghieri – Carambula | 2–0 | Mora – López | Plazas de Toros Apizaco Domare: Rui Carvalho (POR), Agnieszka Myszkowska (POL) Rapport: https://en.volleyballworld.com/beachvolleyball/competitions/beach-volleyball-world-championships-tlaxcala-2023/schedule/407334/ |
| 6 oktober 2023 14:30 | (21–11, 21–11)        |     |              | Plazas de Toros Apizaco Domare: Rui Carvalho (POR), Agnieszka Myszkowska (POL) Rapport: https://en.volleyballworld.com/beachvolleyball/competitions/beach-volleyball-world-championships-tlaxcala-2023/schedule/407334/ |

| 6 oktober 2023 15:30 | Hörl – Horst   | 0–2 | Seidl – Pristauz | Plazas de Toros Apizaco Domare: Davide Crescentini (ITA), Brigham Beatie (USA) Rapport: https://en.volleyballworld.com/beachvolleyball/competitions/beach-volleyball-world-championships-tlaxcala-2023/schedule/407335/ |
| 6 oktober 2023 15:30 | (21–23, 19–21) |     |                  | Plazas de Toros Apizaco Domare: Davide Crescentini (ITA), Brigham Beatie (USA) Rapport: https://en.volleyballworld.com/beachvolleyball/competitions/beach-volleyball-world-championships-tlaxcala-2023/schedule/407335/ |

| 7 oktober 2023 11:00 | Ranghieri – Carambula | 1–2 | Seidl – Pristauz | Plazas de Toros Apizaco Domare: Agnieszka Myszkowska (POL), Brigham Beatie (USA) Rapport: https://en.volleyballworld.com/beachvolleyball/competitions/beach-volleyball-world-championships-tlaxcala-2023/schedule/407358/ |
| 7 oktober 2023 11:00 | (21–19, 17–21, 12–15) |     |                  | Plazas de Toros Apizaco Domare: Agnieszka Myszkowska (POL), Brigham Beatie (USA) Rapport: https://en.volleyballworld.com/beachvolleyball/competitions/beach-volleyball-world-championships-tlaxcala-2023/schedule/407358/ |

| 7 oktober 2023 12:00 | Hörl – Horst  | 2–0 | Mora – López | Plazas de Toros Apizaco Domare: Davide Crescentini (ITA), Charalampos Papadogoulas (GRE) Rapport: https://en.volleyballworld.com/beachvolleyball/competitions/beach-volleyball-world-championships-tlaxcala-2023/schedule/407359/ |
| 7 oktober 2023 12:00 | (21–9, 21–11) |     |              | Plazas de Toros Apizaco Domare: Davide Crescentini (ITA), Charalampos Papadogoulas (GRE) Rapport: https://en.volleyballworld.com/beachvolleyball/competitions/beach-volleyball-world-championships-tlaxcala-2023/schedule/407359/ |

| 8 oktober 2023 16:30 | Ranghieri – Carambula | 2–1 | Hörl – Horst | Plazas de Toros Apizaco Domare: Brigham Beatie (USA), Charalampos Papadogoulas (GRE) Rapport: https://en.volleyballworld.com/beachvolleyball/competitions/beach-volleyball-world-championships-tlaxcala-2023/schedule/407382/ |
| 8 oktober 2023 16:30 | (22–24, 21–16, 15–10) |     |              | Plazas de Toros Apizaco Domare: Brigham Beatie (USA), Charalampos Papadogoulas (GRE) Rapport: https://en.volleyballworld.com/beachvolleyball/competitions/beach-volleyball-world-championships-tlaxcala-2023/schedule/407382/ |

| 8 oktober 2023 21:00 | Seidl – Pristauz | 2–0 | Mora – López | Plazas de Toros Apizaco Domare: Charalampos Papadogoulas (GRE), Brigham Beatie (USA) Rapport: https://en.volleyballworld.com/beachvolleyball/competitions/beach-volleyball-world-championships-tlaxcala-2023/schedule/407383/ |
| 8 oktober 2023 21:00 | (21–15, 21–11)   |     |              | Plazas de Toros Apizaco Domare: Charalampos Papadogoulas (GRE), Brigham Beatie (USA) Rapport: https://en.volleyballworld.com/beachvolleyball/competitions/beach-volleyball-world-championships-tlaxcala-2023/schedule/407383/ |

### Grupp F
| Pos | Lag                | M | V | F | P | SV | SF | SK    | BV  | BF  | BK    | Kvalificering      |
| --- | ------------------ | - | - | - | - | -- | -- | ----- | --- | --- | ----- | ------------------ |
| 1   | Ehlers – Wickler   | 3 | 3 | 0 | 6 | 6  | 0  | MAX   | 127 | 82  | 1,549 | Sextondelsfinal    |
| 2   | Aravena – Droguett | 3 | 2 | 1 | 5 | 4  | 2  | 2,000 | 116 | 124 | 0,935 | Sextondelsfinal    |
| 3   | Kantor – Zdybek    | 3 | 1 | 2 | 4 | 2  | 4  | 0,500 | 111 | 131 | 0,847 | Lucky losers-möten |
| 4   | Schalk – Bourne    | 3 | 0 | 3 | 3 | 0  | 6  | 0,000 | 113 | 130 | 0,869 |                    |

| 7 oktober 2023 11:30 | Ehlers – Wickler | 2–0 | Aravena – Droguett | Plazas de Toros Tlaxcala Domare: Osvaldo Sumavil (ARG), Sylvain Druart (FRA) Rapport: https://en.volleyballworld.com/beachvolleyball/competitions/beach-volleyball-world-championships-tlaxcala-2023/schedule/407336/ |
| 7 oktober 2023 11:30 | (21–7, 21–13)    |     |                    | Plazas de Toros Tlaxcala Domare: Osvaldo Sumavil (ARG), Sylvain Druart (FRA) Rapport: https://en.volleyballworld.com/beachvolleyball/competitions/beach-volleyball-world-championships-tlaxcala-2023/schedule/407336/ |

| 7 oktober 2023 11:00 | Schalk – Bourne | 0–2 | Kantor – Zdybek | Plaza de la Constitución Tlaxcala Domare: Nina Hobi (AUT), Wang Lijun (CHN) Rapport: https://en.volleyballworld.com/beachvolleyball/competitions/beach-volleyball-world-championships-tlaxcala-2023/schedule/407337/ |
| 7 oktober 2023 11:00 | (19–21, 19–21)  |     |                 | Plaza de la Constitución Tlaxcala Domare: Nina Hobi (AUT), Wang Lijun (CHN) Rapport: https://en.volleyballworld.com/beachvolleyball/competitions/beach-volleyball-world-championships-tlaxcala-2023/schedule/407337/ |

| 8 oktober 2023 10:00 | Ehlers – Wickler | 2–0 | Kantor – Zdybek | Plazas de Toros Tlaxcala Domare: Milán Vachutka (CZE), Osvaldo Sumavil (ARG) Rapport: https://en.volleyballworld.com/beachvolleyball/competitions/beach-volleyball-world-championships-tlaxcala-2023/schedule/407360/ |
| 8 oktober 2023 10:00 | (21–12, 21–14)   |     |                 | Plazas de Toros Tlaxcala Domare: Milán Vachutka (CZE), Osvaldo Sumavil (ARG) Rapport: https://en.volleyballworld.com/beachvolleyball/competitions/beach-volleyball-world-championships-tlaxcala-2023/schedule/407360/ |

| 8 oktober 2023 10:00 | Schalk – Bourne | 0–2 | Aravena – Droguett | Plaza de la Constitución Tlaxcala Domare: Jean Mukundiyukuri (RWA), Marlene Hernández (MEX) Rapport: https://en.volleyballworld.com/beachvolleyball/competitions/beach-volleyball-world-championships-tlaxcala-2023/schedule/407361/ |
| 8 oktober 2023 10:00 | (17–21, 22–24)  |     |                    | Plaza de la Constitución Tlaxcala Domare: Jean Mukundiyukuri (RWA), Marlene Hernández (MEX) Rapport: https://en.volleyballworld.com/beachvolleyball/competitions/beach-volleyball-world-championships-tlaxcala-2023/schedule/407361/ |

| 9 oktober 2023 09:00 | Ehlers – Wickler | 2–0 | Schalk – Bourne | Plazas de Toros Tlaxcala Domare: Giseli Amantino (BRA), Brian Hiebert (CAN) Rapport: https://en.volleyballworld.com/beachvolleyball/competitions/beach-volleyball-world-championships-tlaxcala-2023/schedule/407384/ |
| 9 oktober 2023 09:00 | (22–20, 21–16)   |     |                 | Plazas de Toros Tlaxcala Domare: Giseli Amantino (BRA), Brian Hiebert (CAN) Rapport: https://en.volleyballworld.com/beachvolleyball/competitions/beach-volleyball-world-championships-tlaxcala-2023/schedule/407384/ |

| 9 oktober 2023 09:00 | Kantor – Zdybek | 0–2 | Aravena – Droguett | Plaza de la Constitución Tlaxcala Domare: Nina Hobi (AUT), Wang Lijun (CHN) Rapport: https://en.volleyballworld.com/beachvolleyball/competitions/beach-volleyball-world-championships-tlaxcala-2023/schedule/407385/ |
| 9 oktober 2023 09:00 | (28–30, 15–21)  |     |                    | Plaza de la Constitución Tlaxcala Domare: Nina Hobi (AUT), Wang Lijun (CHN) Rapport: https://en.volleyballworld.com/beachvolleyball/competitions/beach-volleyball-world-championships-tlaxcala-2023/schedule/407385/ |

### Grupp G
| Pos | Lag                  | M | V | F | P | SV | SF | SK    | BV  | BF  | BK    | Kvalificering   |
| --- | -------------------- | - | - | - | - | -- | -- | ----- | --- | --- | ----- | --------------- |
| 1   | Cherif – Ahmed       | 3 | 3 | 0 | 6 | 6  | 1  | 6,000 | 137 | 90  | 1,522 | Sextondelsfinal |
| 2   | Ha – Wu              | 3 | 2 | 1 | 5 | 4  | 2  | 2,000 | 116 | 104 | 1,115 | Sextondelsfinal |
| 3   | Solberg – Carvalhaes | 3 | 1 | 2 | 4 | 3  | 4  | 0,750 | 123 | 117 | 1,051 | Sextondelsfinal |
| 4   | Blanco – Garcia      | 3 | 0 | 3 | 3 | 0  | 6  | 0,000 | 61  | 126 | 0,484 |                 |

| 7 oktober 2023 14:30 | Solberg – Carvalhaes | 0–2 | Ha – Wu | Plazas de Toros Apizaco Domare: Vincent Roche (FRA), Rui Jorge Carvalho (POR) Rapport: https://en.volleyballworld.com/beachvolleyball/competitions/beach-volleyball-world-championships-tlaxcala-2023/schedule/407339/ |
| 7 oktober 2023 14:30 | (18–21, 16–21)       |     |         | Plazas de Toros Apizaco Domare: Vincent Roche (FRA), Rui Jorge Carvalho (POR) Rapport: https://en.volleyballworld.com/beachvolleyball/competitions/beach-volleyball-world-championships-tlaxcala-2023/schedule/407339/ |

| 7 oktober 2023 21:00 | Cherif – Ahmed | 2–0 | Blanco – Garcia | Plazas de Toros Apizaco Domare: Davide Crescentini (ITA), Charalampos Papadogoulas (GRE) Rapport: https://en.volleyballworld.com/beachvolleyball/competitions/beach-volleyball-world-championships-tlaxcala-2023/schedule/407338/ |
| 7 oktober 2023 21:00 | (21–7, 21–4)   |     |                 | Plazas de Toros Apizaco Domare: Davide Crescentini (ITA), Charalampos Papadogoulas (GRE) Rapport: https://en.volleyballworld.com/beachvolleyball/competitions/beach-volleyball-world-championships-tlaxcala-2023/schedule/407338/ |

| 8 oktober 2023 11:00 | Solberg – Carvalhaes | 2–0 | Blanco – Garcia | Plazas de Toros Apizaco Domare: Vincent Roche (FRA), Davide Crescentini (ITA) Rapport: https://en.volleyballworld.com/beachvolleyball/competitions/beach-volleyball-world-championships-tlaxcala-2023/schedule/407363/ |
| 8 oktober 2023 11:00 | (21–12, 21–10)       |     |                 | Plazas de Toros Apizaco Domare: Vincent Roche (FRA), Davide Crescentini (ITA) Rapport: https://en.volleyballworld.com/beachvolleyball/competitions/beach-volleyball-world-championships-tlaxcala-2023/schedule/407363/ |

| 8 oktober 2023 14:30 | Cherif – Ahmed | 2–0 | Ha – Wu | Plazas de Toros Apizaco Domare: Rui Carvalho (POR), Agnieszka Myszkowska (POL) Rapport: https://en.volleyballworld.com/beachvolleyball/competitions/beach-volleyball-world-championships-tlaxcala-2023/schedule/407362/ |
| 8 oktober 2023 14:30 | (21–18, 21–14) |     |         | Plazas de Toros Apizaco Domare: Rui Carvalho (POR), Agnieszka Myszkowska (POL) Rapport: https://en.volleyballworld.com/beachvolleyball/competitions/beach-volleyball-world-championships-tlaxcala-2023/schedule/407362/ |

| 9 oktober 2023 12:00 | Cherif – Ahmed       | 2–1 | Solberg – Carvalhaes | Plazas de Toros Apizaco Domare: Davide Crescentini (ITA), Charalampos Papadogoulas (GRE) Rapport: https://en.volleyballworld.com/beachvolleyball/competitions/beach-volleyball-world-championships-tlaxcala-2023/schedule/407386/ |
| 9 oktober 2023 12:00 | (21–18, 17–21, 15–8) |     |                      | Plazas de Toros Apizaco Domare: Davide Crescentini (ITA), Charalampos Papadogoulas (GRE) Rapport: https://en.volleyballworld.com/beachvolleyball/competitions/beach-volleyball-world-championships-tlaxcala-2023/schedule/407386/ |

| 9 oktober 2023 16:30 | Ha – Wu        | 2–0 | Blanco – Garcia | Plazas de Toros Apizaco Domare: Charalampos Papadogoulas (GRE), Davide Crescentini (ITA) Rapport: https://en.volleyballworld.com/beachvolleyball/competitions/beach-volleyball-world-championships-tlaxcala-2023/schedule/407387/ |
| 9 oktober 2023 16:30 | (21–14, 21–14) |     |                 | Plazas de Toros Apizaco Domare: Charalampos Papadogoulas (GRE), Davide Crescentini (ITA) Rapport: https://en.volleyballworld.com/beachvolleyball/competitions/beach-volleyball-world-championships-tlaxcala-2023/schedule/407387/ |

### Grupp H
| Pos | Lag                 | M | V | F | P | SV | SF | SK    | BV  | BF  | BK    | Kvalificering      |
| --- | ------------------- | - | - | - | - | -- | -- | ----- | --- | --- | ----- | ------------------ |
| 1   | Herrera – Gavira    | 3 | 3 | 0 | 6 | 6  | 0  | MAX   | 127 | 91  | 1,396 | Sextondelsfinal    |
| 2   | Cottafava – Nicolai | 3 | 2 | 1 | 5 | 4  | 2  | 2,000 | 117 | 98  | 1,194 | Sextondelsfinal    |
| 3   | McHugh – Burnett    | 3 | 1 | 2 | 4 | 2  | 4  | 0,500 | 113 | 123 | 0,919 | Lucky losers-möten |
| 4   | Barajas – Cruz      | 3 | 0 | 3 | 3 | 0  | 6  | 0,000 | 83  | 128 | 0,648 |                    |

| 6 oktober 2023 19:00 | Cottafava – Nicolai | 2–0 | Barajas – Cruz | Plazas de Toros Tlaxcala Domare: Lisandro dos Santos (BRA), Sylvain Druart (FRA) Rapport: https://en.volleyballworld.com/beachvolleyball/competitions/beach-volleyball-world-championships-tlaxcala-2023/schedule/407340/ |
| 6 oktober 2023 19:00 | (21–9, 21–11)       |     |                | Plazas de Toros Tlaxcala Domare: Lisandro dos Santos (BRA), Sylvain Druart (FRA) Rapport: https://en.volleyballworld.com/beachvolleyball/competitions/beach-volleyball-world-championships-tlaxcala-2023/schedule/407340/ |

| 6 oktober 2023 19:00 | Herrera – Gavira | 2–0 | McHugh – Burnett | Plaza de la Constitución Tlaxcala Domare: Milán Vachutka (CZE), Emmanuel Batani (MEX) Rapport: https://en.volleyballworld.com/beachvolleyball/competitions/beach-volleyball-world-championships-tlaxcala-2023/schedule/407341/ |
| 6 oktober 2023 19:00 | (22–20, 21–13)   |     |                  | Plaza de la Constitución Tlaxcala Domare: Milán Vachutka (CZE), Emmanuel Batani (MEX) Rapport: https://en.volleyballworld.com/beachvolleyball/competitions/beach-volleyball-world-championships-tlaxcala-2023/schedule/407341/ |

| 8 oktober 2023 20:00 | Cottafava – Nicolai | 2–0 | McHugh – Burnett | Plaza de la Constitución Tlaxcala Domare: Nina Hobi (AUT), Marlene Hernández (MEX) Rapport: https://en.volleyballworld.com/beachvolleyball/competitions/beach-volleyball-world-championships-tlaxcala-2023/schedule/407364/ |
| 8 oktober 2023 20:00 | (21–18, 21–18)      |     |                  | Plaza de la Constitución Tlaxcala Domare: Nina Hobi (AUT), Marlene Hernández (MEX) Rapport: https://en.volleyballworld.com/beachvolleyball/competitions/beach-volleyball-world-championships-tlaxcala-2023/schedule/407364/ |

| 8 oktober 2023 20:00 | Herrera – Gavira | 2–0 | Barajas – Cruz | Plazas de Toros Tlaxcala Domare: Sylvain Druart (FRA), Brian Hiebert (CAN) Rapport: https://en.volleyballworld.com/beachvolleyball/competitions/beach-volleyball-world-championships-tlaxcala-2023/schedule/407365/ |
| 8 oktober 2023 20:00 | (21–13, 21–12)   |     |                | Plazas de Toros Tlaxcala Domare: Sylvain Druart (FRA), Brian Hiebert (CAN) Rapport: https://en.volleyballworld.com/beachvolleyball/competitions/beach-volleyball-world-championships-tlaxcala-2023/schedule/407365/ |

| 9 oktober 2023 20:00 | Cottafava – Nicolai | 0–2 | Herrera – Gavira | Plaza de la Constitución Tlaxcala Domare: Osvaldo Sumavil (ARG), Emanuel Batani (MEX) Rapport: https://en.volleyballworld.com/beachvolleyball/competitions/beach-volleyball-world-championships-tlaxcala-2023/schedule/407388/ |
| 9 oktober 2023 20:00 | (15–21, 18–21)      |     |                  | Plaza de la Constitución Tlaxcala Domare: Osvaldo Sumavil (ARG), Emanuel Batani (MEX) Rapport: https://en.volleyballworld.com/beachvolleyball/competitions/beach-volleyball-world-championships-tlaxcala-2023/schedule/407388/ |

| 9 oktober 2023 20:00 | McHugh – Burnett | 2–0 | Barajas – Cruz | Plazas de Toros Tlaxcala Domare: Brian Hiebert (CAN), Mariko Satomi (JPN) Rapport: https://en.volleyballworld.com/beachvolleyball/competitions/beach-volleyball-world-championships-tlaxcala-2023/schedule/407389/ |
| 9 oktober 2023 20:00 | (21–17, 23–21)   |     |                | Plazas de Toros Tlaxcala Domare: Brian Hiebert (CAN), Mariko Satomi (JPN) Rapport: https://en.volleyballworld.com/beachvolleyball/competitions/beach-volleyball-world-championships-tlaxcala-2023/schedule/407389/ |

### Grupp I
| Pos | Lag                 | M | V | F | P | SV | SF | SK    | BV  | BF  | BK    | Kvalificering   |
| --- | ------------------- | - | - | - | - | -- | -- | ----- | --- | --- | ----- | --------------- |
| 1   | Alayo – Díaz        | 3 | 2 | 1 | 5 | 5  | 3  | 1,667 | 146 | 132 | 1,106 | Sextondelsfinal |
| 2   | Evandro – Arthur    | 3 | 2 | 1 | 5 | 4  | 3  | 1,333 | 133 | 128 | 1,039 | Sextondelsfinal |
| 3   | Perušič – Schweiner | 3 | 1 | 2 | 4 | 3  | 4  | 0,750 | 122 | 112 | 1,089 | Sextondelsfinal |
| 4   | Galindo – Aguirre   | 3 | 1 | 2 | 4 | 2  | 4  | 0,500 | 90  | 119 | 0,756 |                 |

| 6 oktober 2023 20:00 | Evandro – Arthur | 0–2 | Galindo – Aguirre | Plazas de Toros Apizaco Domare: Brigham Beatie (USA), Davide Crescentini (ITA) Rapport: https://en.volleyballworld.com/beachvolleyball/competitions/beach-volleyball-world-championships-tlaxcala-2023/schedule/407342/ |
| 6 oktober 2023 20:00 | (17–21, 18–21)   |     |                   | Plazas de Toros Apizaco Domare: Brigham Beatie (USA), Davide Crescentini (ITA) Rapport: https://en.volleyballworld.com/beachvolleyball/competitions/beach-volleyball-world-championships-tlaxcala-2023/schedule/407342/ |

| 6 oktober 2023 21:00 | Perušič – Schweiner  | 1–2 | Alayo – Díaz | Plazas de Toros Apizaco Domare: Charalampos Papadogoulas (GRE), Vincent Roche (FRA) Rapport: https://en.volleyballworld.com/beachvolleyball/competitions/beach-volleyball-world-championships-tlaxcala-2023/schedule/407343/ |
| 6 oktober 2023 21:00 | (17–21, 21–15, 9–15) |     |              | Plazas de Toros Apizaco Domare: Charalampos Papadogoulas (GRE), Vincent Roche (FRA) Rapport: https://en.volleyballworld.com/beachvolleyball/competitions/beach-volleyball-world-championships-tlaxcala-2023/schedule/407343/ |

| 8 oktober 2023 12:00 | Evandro – Arthur      | 2–1 | Alayo – Díaz | Plazas de Toros Apizaco Domare: Charalampos Papadogoulas (GRE), Brigham Beatie (USA) Rapport: https://en.volleyballworld.com/beachvolleyball/competitions/beach-volleyball-world-championships-tlaxcala-2023/schedule/407366/ |
| 8 oktober 2023 12:00 | (22–20, 19–21, 15–12) |     |              | Plazas de Toros Apizaco Domare: Charalampos Papadogoulas (GRE), Brigham Beatie (USA) Rapport: https://en.volleyballworld.com/beachvolleyball/competitions/beach-volleyball-world-championships-tlaxcala-2023/schedule/407366/ |

| 8 oktober 2023 20:00 | Perušič – Schweiner | 2–0 | Galindo – Aguirre | Plazas de Toros Apizaco Domare: Vincent Roche (FRA), Davide Crescentini (ITA) Rapport: https://en.volleyballworld.com/beachvolleyball/competitions/beach-volleyball-world-championships-tlaxcala-2023/schedule/407367/ |
| 8 oktober 2023 20:00 | (21–11, 21–8)       |     |                   | Plazas de Toros Apizaco Domare: Vincent Roche (FRA), Davide Crescentini (ITA) Rapport: https://en.volleyballworld.com/beachvolleyball/competitions/beach-volleyball-world-championships-tlaxcala-2023/schedule/407367/ |

| 9 oktober 2023 11:00 | Evandro – Arthur | 2–0 | Perušič – Schweiner | Plazas de Toros Apizaco Domare: Rui Carvalho (POR), Brigham Beatie (USA) Rapport: https://en.volleyballworld.com/beachvolleyball/competitions/beach-volleyball-world-championships-tlaxcala-2023/schedule/407390/ |
| 9 oktober 2023 11:00 | (21–16, 21–17)   |     |                     | Plazas de Toros Apizaco Domare: Rui Carvalho (POR), Brigham Beatie (USA) Rapport: https://en.volleyballworld.com/beachvolleyball/competitions/beach-volleyball-world-championships-tlaxcala-2023/schedule/407390/ |

| 9 oktober 2023 20:00 | Alayo – Díaz   | 2–0 | Galindo – Aguirre | Plazas de Toros Apizaco Domare: Rui Carvalho (POR), Agnieszka Myszkowska (POL) Rapport: https://en.volleyballworld.com/beachvolleyball/competitions/beach-volleyball-world-championships-tlaxcala-2023/schedule/407391/ |
| 9 oktober 2023 20:00 | (21–18, 21–11) |     |                   | Plazas de Toros Apizaco Domare: Rui Carvalho (POR), Agnieszka Myszkowska (POL) Rapport: https://en.volleyballworld.com/beachvolleyball/competitions/beach-volleyball-world-championships-tlaxcala-2023/schedule/407391/ |

### Grupp J
| Pos | Lag                    | M | V | F | P | SV | SF | SK    | BV  | BF  | BK    | Kvalificering      |
| --- | ---------------------- | - | - | - | - | -- | -- | ----- | --- | --- | ----- | ------------------ |
| 1   | Immers – Van de Velde  | 3 | 3 | 0 | 6 | 6  | 1  | 6,000 | 144 | 120 | 1,200 | Sextondelsfinal    |
| 2   | Brouwer – Meeuwsen     | 3 | 2 | 1 | 5 | 5  | 2  | 2,500 | 146 | 127 | 1,150 | Sextondelsfinal    |
| 3   | Nicolaidis – Carracher | 3 | 1 | 2 | 4 | 2  | 4  | 0,500 | 108 | 113 | 0,956 | Lucky losers-möten |
| 4   | Pithak – Poravid       | 3 | 0 | 3 | 3 | 0  | 6  | 0,000 | 89  | 127 | 0,701 |                    |

| 7 oktober 2023 12:00 | Brouwer – Meeuwsen | 2–0 | Pithak – Poravid | Plaza de la Constitución Tlaxcala Domare: Milán Vachutka (CZE), Emanuel Batani (MEX) Rapport: https://en.volleyballworld.com/beachvolleyball/competitions/beach-volleyball-world-championships-tlaxcala-2023/schedule/407344/ |
| 7 oktober 2023 12:00 | (21–14, 21–15)     |     |                  | Plaza de la Constitución Tlaxcala Domare: Milán Vachutka (CZE), Emanuel Batani (MEX) Rapport: https://en.volleyballworld.com/beachvolleyball/competitions/beach-volleyball-world-championships-tlaxcala-2023/schedule/407344/ |

| 7 oktober 2023 16:30 | Immers – Van de Velde | 2–0 | Nicolaidis – Carracher | Plaza de la Constitución Tlaxcala Domare: Giseli Amantino (BRA), Osvaldo Sumavil (ARG) Rapport: https://en.volleyballworld.com/beachvolleyball/competitions/beach-volleyball-world-championships-tlaxcala-2023/schedule/407345/ |
| 7 oktober 2023 16:30 | (21–12, 21–15)        |     |                        | Plaza de la Constitución Tlaxcala Domare: Giseli Amantino (BRA), Osvaldo Sumavil (ARG) Rapport: https://en.volleyballworld.com/beachvolleyball/competitions/beach-volleyball-world-championships-tlaxcala-2023/schedule/407345/ |

| 8 oktober 2023 16:30 | Brouwer – Meeuwsen | 2–0 | Nicolaidis – Carracher | Plazas de Toros Tlaxcala Domare: Osvaldo Sumavil (ARG), Nina Hobi (AUT) Rapport: https://en.volleyballworld.com/beachvolleyball/competitions/beach-volleyball-world-championships-tlaxcala-2023/schedule/407368/ |
| 8 oktober 2023 16:30 | (21–18, 23–21)     |     |                        | Plazas de Toros Tlaxcala Domare: Osvaldo Sumavil (ARG), Nina Hobi (AUT) Rapport: https://en.volleyballworld.com/beachvolleyball/competitions/beach-volleyball-world-championships-tlaxcala-2023/schedule/407368/ |

| 8 oktober 2023 16:30 | Immers – Van de Velde | 2–0 | Pithak – Poravid | Plaza de la Constitución Tlaxcala Domare: Marlene Hernandez (MEX), Mariko Satomi (JPN) Rapport: https://en.volleyballworld.com/beachvolleyball/competitions/beach-volleyball-world-championships-tlaxcala-2023/schedule/407369/ |
| 8 oktober 2023 16:30 | (21–13, 22–20)        |     |                  | Plaza de la Constitución Tlaxcala Domare: Marlene Hernandez (MEX), Mariko Satomi (JPN) Rapport: https://en.volleyballworld.com/beachvolleyball/competitions/beach-volleyball-world-championships-tlaxcala-2023/schedule/407369/ |

| 9 oktober 2023 16:30 | Brouwer – Meeuwsen    | 1–2 | Immers – Van de Velde | Plazas de Toros Tlaxcala Domare: Emanuel Batani (MEX), Milán Vachutka (CZE) Rapport: https://en.volleyballworld.com/beachvolleyball/competitions/beach-volleyball-world-championships-tlaxcala-2023/schedule/407393/ |
| 9 oktober 2023 16:30 | (29–31, 21–13, 10–15) |     |                       | Plazas de Toros Tlaxcala Domare: Emanuel Batani (MEX), Milán Vachutka (CZE) Rapport: https://en.volleyballworld.com/beachvolleyball/competitions/beach-volleyball-world-championships-tlaxcala-2023/schedule/407393/ |

| 9 oktober 2023 16:30 | Nicolaidis – Carracher | 2–0 | Pithak – Poravid | Plaza de la Constitución Tlaxcala Domare: Mariko Satomi (JPN), Jean Mukundiyukuri (RWA) Rapport: https://en.volleyballworld.com/beachvolleyball/competitions/beach-volleyball-world-championships-tlaxcala-2023/schedule/407393/ |
| 9 oktober 2023 16:30 | (21–18, 21–9)          |     |                  | Plaza de la Constitución Tlaxcala Domare: Mariko Satomi (JPN), Jean Mukundiyukuri (RWA) Rapport: https://en.volleyballworld.com/beachvolleyball/competitions/beach-volleyball-world-championships-tlaxcala-2023/schedule/407393/ |

### Grupp K
| Pos | Lag                           | M | V | F | P | SV | SF | SK    | BV  | BF  | BK    | Kvalificering      |
| --- | ----------------------------- | - | - | - | - | -- | -- | ----- | --- | --- | ----- | ------------------ |
| 1   | Łosiak – Bryl                 | 3 | 3 | 0 | 6 | 6  | 1  | 6,000 | 139 | 118 | 1,178 | Sextondelsfinal    |
| 2   | N. Capogrosso – T. Capogrosso | 3 | 2 | 1 | 5 | 4  | 2  | 2,000 | 124 | 118 | 1,051 | Sextondelsfinal    |
| 3   | M. Grimalt – E. Grimalt       | 3 | 1 | 2 | 4 | 3  | 4  | 0,750 | 132 | 133 | 0,992 | Lucky losers-möten |
| 4   | Bassereau – Lyneel            | 3 | 0 | 3 | 3 | 0  | 6  | 0,000 | 103 | 129 | 0,798 |                    |

| 7 oktober 2023 11:00 | Łosiak – Bryl  | 2–0 | Bassereau – Lyneel | Plazas de Toros Huamantla Domare: José María Padrón (ESP), Juan Saavedra (COL) Rapport: https://en.volleyballworld.com/beachvolleyball/competitions/beach-volleyball-world-championships-tlaxcala-2023/schedule/407346/ |
| 7 oktober 2023 11:00 | (21–18, 21–14) |     |                    | Plazas de Toros Huamantla Domare: José María Padrón (ESP), Juan Saavedra (COL) Rapport: https://en.volleyballworld.com/beachvolleyball/competitions/beach-volleyball-world-championships-tlaxcala-2023/schedule/407346/ |

| 7 oktober 2023 16:30 | M. Grimalt – E. Grimalt | 0–2 | N. Capogrosso – T. Capogrosso | Plazas de Toros Huamantla Domare: Suzanne Lowry (USA), Giovanni Bake (RSA) Rapport: https://en.volleyballworld.com/beachvolleyball/competitions/beach-volleyball-world-championships-tlaxcala-2023/schedule/407347/ |
| 7 oktober 2023 16:30 | (22–24, 16–21)          |     |                               | Plazas de Toros Huamantla Domare: Suzanne Lowry (USA), Giovanni Bake (RSA) Rapport: https://en.volleyballworld.com/beachvolleyball/competitions/beach-volleyball-world-championships-tlaxcala-2023/schedule/407347/ |

| 8 oktober 2023 09:00 | Łosiak – Bryl  | 2–0 | N. Capogrosso – T. Capogrosso | Plazas de Toros Huamantla Domare: Robert Leko (SRB), Jose Maria Padron (ESP) Rapport: https://en.volleyballworld.com/beachvolleyball/competitions/beach-volleyball-world-championships-tlaxcala-2023/schedule/407370/ |
| 8 oktober 2023 09:00 | (21–16, 21–19) |     |                               | Plazas de Toros Huamantla Domare: Robert Leko (SRB), Jose Maria Padron (ESP) Rapport: https://en.volleyballworld.com/beachvolleyball/competitions/beach-volleyball-world-championships-tlaxcala-2023/schedule/407370/ |

| 8 oktober 2023 14:30 | M. Grimalt – E. Grimalt | 2–0 | Bassereau – Lyneel | Plazas de Toros Huamantla Domare: Carlos Rivera (PUR), Giovanni Bake (RSA) Rapport: https://en.volleyballworld.com/beachvolleyball/competitions/beach-volleyball-world-championships-tlaxcala-2023/schedule/407371/ |
| 8 oktober 2023 14:30 | (22–20, 21–13)          |     |                    | Plazas de Toros Huamantla Domare: Carlos Rivera (PUR), Giovanni Bake (RSA) Rapport: https://en.volleyballworld.com/beachvolleyball/competitions/beach-volleyball-world-championships-tlaxcala-2023/schedule/407371/ |

| 9 oktober 2023 09:00 | Łosiak – Bryl         | 2–1 | M. Grimalt – E. Grimalt | Plazas de Toros Huamantla Domare: Juan Saavedra (COL), José María Padron (ESP) Rapport: https://en.volleyballworld.com/beachvolleyball/competitions/beach-volleyball-world-championships-tlaxcala-2023/schedule/407394/ |
| 9 oktober 2023 09:00 | (19–21, 21–18, 15–12) |     |                         | Plazas de Toros Huamantla Domare: Juan Saavedra (COL), José María Padron (ESP) Rapport: https://en.volleyballworld.com/beachvolleyball/competitions/beach-volleyball-world-championships-tlaxcala-2023/schedule/407394/ |

| 9 oktober 2023 12:00 | N. Capogrosso – T. Capogrosso | 2–0 | Bassereau – Lyneel | Plazas de Toros Huamantla Domare: José María Padron (ESP), Juan Saavedra (COL) Rapport: https://en.volleyballworld.com/beachvolleyball/competitions/beach-volleyball-world-championships-tlaxcala-2023/schedule/407395/ |
| 9 oktober 2023 12:00 | (23–21, 21–17)                |     |                    | Plazas de Toros Huamantla Domare: José María Padron (ESP), Juan Saavedra (COL) Rapport: https://en.volleyballworld.com/beachvolleyball/competitions/beach-volleyball-world-championships-tlaxcala-2023/schedule/407395/ |

### Grupp L
| Pos | Lag                   | M | V | F | P | SV | SF | SK    | BV  | BF  | BK    | Kvalificering      |
| --- | --------------------- | - | - | - | - | -- | -- | ----- | --- | --- | ----- | ------------------ |
| 1   | Vitor Felipe – Renato | 3 | 3 | 0 | 6 | 6  | 1  | 6,000 | 147 | 122 | 1,205 | Sextondelsfinal    |
| 2   | Schachter – Dearing   | 3 | 2 | 1 | 5 | 5  | 2  | 2,500 | 137 | 116 | 1,181 | Sextondelsfinal    |
| 3   | Sarabia – Virgen      | 3 | 1 | 2 | 4 | 2  | 5  | 0,400 | 131 | 141 | 0,929 | Lucky losers-möten |
| 4   | Abicha – El Azhari    | 3 | 0 | 3 | 3 | 1  | 6  | 0,167 | 109 | 145 | 0,752 |                    |

| 6 oktober 2023 20:00 | Sarabia – Virgen      | 2–1 | Abicha – El Azhari | Plazas de Toros Huamantla Domare: Suzanne Lowry (USA), Robert Leko (SRB) Rapport: https://en.volleyballworld.com/beachvolleyball/competitions/beach-volleyball-world-championships-tlaxcala-2023/schedule/407348/ |
| 6 oktober 2023 20:00 | (25–27, 21–14, 15–11) |     |                    | Plazas de Toros Huamantla Domare: Suzanne Lowry (USA), Robert Leko (SRB) Rapport: https://en.volleyballworld.com/beachvolleyball/competitions/beach-volleyball-world-championships-tlaxcala-2023/schedule/407348/ |

| 6 oktober 2023 21:00 | Vitor Felipe – Renato | 2–1 | Schachter – Dearing | Plazas de Toros Huamantla Domare: Carlos Rivera (PUR), Juan Saavedra (COL) Rapport: https://en.volleyballworld.com/beachvolleyball/competitions/beach-volleyball-world-championships-tlaxcala-2023/schedule/407349/ |
| 6 oktober 2023 21:00 | (21–23, 22–20, 15–10) |     |                     | Plazas de Toros Huamantla Domare: Carlos Rivera (PUR), Juan Saavedra (COL) Rapport: https://en.volleyballworld.com/beachvolleyball/competitions/beach-volleyball-world-championships-tlaxcala-2023/schedule/407349/ |

| 8 oktober 2023 20:00 | Sarabia – Virgen | 0–2 | Schachter – Dearing | Plazas de Toros Huamantla Domare: Suzanne Lowry (USA), Juan Saavedra (COL) Rapport: https://en.volleyballworld.com/beachvolleyball/competitions/beach-volleyball-world-championships-tlaxcala-2023/schedule/407372/ |
| 8 oktober 2023 20:00 | (17–21, 12–21)   |     |                     | Plazas de Toros Huamantla Domare: Suzanne Lowry (USA), Juan Saavedra (COL) Rapport: https://en.volleyballworld.com/beachvolleyball/competitions/beach-volleyball-world-championships-tlaxcala-2023/schedule/407372/ |

| 8 oktober 2023 21:00 | Vitor Felipe – Renato | 2–0 | Abicha – El Azhari | Plazas de Toros Huamantla Domare: José María Padron (ESP), Robert Leko (SRB) Rapport: https://en.volleyballworld.com/beachvolleyball/competitions/beach-volleyball-world-championships-tlaxcala-2023/schedule/407373/ |
| 8 oktober 2023 21:00 | (21–13, 21–15)        |     |                    | Plazas de Toros Huamantla Domare: José María Padron (ESP), Robert Leko (SRB) Rapport: https://en.volleyballworld.com/beachvolleyball/competitions/beach-volleyball-world-championships-tlaxcala-2023/schedule/407373/ |

| 9 oktober 2023 16:30 | Schachter – Dearing | 2–0 | Abicha – El Azhari | Plazas de Toros Huamantla Domare: Juan Saavedra (COL), José María Padron (ESP) Rapport: https://en.volleyballworld.com/beachvolleyball/competitions/beach-volleyball-world-championships-tlaxcala-2023/schedule/407397/ |
| 9 oktober 2023 16:30 | (21–19, 21–10)      |     |                    | Plazas de Toros Huamantla Domare: Juan Saavedra (COL), José María Padron (ESP) Rapport: https://en.volleyballworld.com/beachvolleyball/competitions/beach-volleyball-world-championships-tlaxcala-2023/schedule/407397/ |

| 9 oktober 2023 20:00 | Sarabia – Virgen | 0–2 | Vitor Felipe – Renato | Plazas de Toros Huamantla Domare: Suzanne Lowry (USA), Giovanni Bake (RSA) Rapport: https://en.volleyballworld.com/beachvolleyball/competitions/beach-volleyball-world-championships-tlaxcala-2023/schedule/407396/ |
| 9 oktober 2023 20:00 | (24–26, 17–21)   |     |                       | Plazas de Toros Huamantla Domare: Suzanne Lowry (USA), Giovanni Bake (RSA) Rapport: https://en.volleyballworld.com/beachvolleyball/competitions/beach-volleyball-world-championships-tlaxcala-2023/schedule/407396/ |

### Ranking av tredjeplacerade lag
| Pos | Grp | Lag                     | M | V | F | P | SV | SF | SK    | BV  | BF  | BK    | Kvalificering      |
| --- | --- | ----------------------- | - | - | - | - | -- | -- | ----- | --- | --- | ----- | ------------------ |
| 1   | A   | Boermans – De Groot     | 3 | 1 | 2 | 4 | 3  | 4  | 0,750 | 123 | 108 | 1,139 | Sextondelsfinal    |
| 2   | I   | Perušič – Schweiner     | 3 | 1 | 2 | 4 | 3  | 4  | 0,750 | 122 | 112 | 1,089 | Sextondelsfinal    |
| 3   | E   | Hörl – Horst            | 3 | 1 | 2 | 4 | 3  | 4  | 0,750 | 132 | 122 | 1,082 | Sextondelsfinal    |
| 4   | G   | Solberg – Carvalhaes    | 3 | 1 | 2 | 4 | 3  | 4  | 0,750 | 123 | 117 | 1,051 | Sextondelsfinal    |
| 5   | K   | M. Grimalt – E. Grimalt | 3 | 1 | 2 | 4 | 3  | 4  | 0,750 | 132 | 133 | 0,992 | Lucky losers-möten |
| 6   | D   | Evans – Budinger        | 3 | 1 | 2 | 4 | 2  | 4  | 0,500 | 117 | 113 | 1,035 | Lucky losers-möten |
| 7   | J   | Nicolaidis – Carracher  | 3 | 1 | 2 | 4 | 2  | 4  | 0,500 | 108 | 113 | 0,956 | Lucky losers-möten |
| 8   | H   | McHugh – Burnett        | 3 | 1 | 2 | 4 | 2  | 4  | 0,500 | 113 | 123 | 0,919 | Lucky losers-möten |
| 9   | B   | Pedrosa – Campos        | 3 | 1 | 2 | 4 | 2  | 4  | 0,500 | 113 | 125 | 0,904 | Lucky losers-möten |
| 10  | F   | Kantor – Zdybek         | 3 | 1 | 2 | 4 | 2  | 4  | 0,500 | 111 | 131 | 0,847 | Lucky losers-möten |
| 11  | L   | Sarabia – Virgen        | 3 | 1 | 2 | 4 | 2  | 5  | 0,400 | 131 | 141 | 0,929 | Lucky losers-möten |
| 12  | C   | Peter – Hernán          | 3 | 1 | 2 | 4 | 2  | 5  | 0,400 | 116 | 138 | 0,841 | Lucky losers-möten |

### Lucky losers-möten
| 10 oktober 2023 13:00 | M. Grimalt – E. Grimalt | 2–0 | Peter – Hernán | Plazas de Toros Tlaxcala Domare: Agnieszka Myszkowska (POL), Charalampos Papadogoulas (GRE) Rapport: https://en.volleyballworld.com/beachvolleyball/competitions/beach-volleyball-world-championships-tlaxcala-2023/schedule/407398/ |
| 10 oktober 2023 13:00 | (21–16, 24–22)          |     |                | Plazas de Toros Tlaxcala Domare: Agnieszka Myszkowska (POL), Charalampos Papadogoulas (GRE) Rapport: https://en.volleyballworld.com/beachvolleyball/competitions/beach-volleyball-world-championships-tlaxcala-2023/schedule/407398/ |

| 10 oktober 2023 13:00 | Nicolaidis – Carracher | 0–2 | Kantor – Zdybek | Plaza de la Constitución Tlaxcala Domare: Lisandro dos Santos (BRA), Jean Mukundiyukuri (RWA) Rapport: https://en.volleyballworld.com/beachvolleyball/competitions/beach-volleyball-world-championships-tlaxcala-2023/schedule/407400/ |
| 10 oktober 2023 13:00 | (17–21, 17–21)         |     |                 | Plaza de la Constitución Tlaxcala Domare: Lisandro dos Santos (BRA), Jean Mukundiyukuri (RWA) Rapport: https://en.volleyballworld.com/beachvolleyball/competitions/beach-volleyball-world-championships-tlaxcala-2023/schedule/407400/ |

| 10 oktober 2023 14:00 | Evans – Budinger | 2–0 | Sarabia – Virgen | Plazas de Toros Tlaxcala Domare: Vincent Roche (FRA), Rui Carvalho (POR) Rapport: https://en.volleyballworld.com/beachvolleyball/competitions/beach-volleyball-world-championships-tlaxcala-2023/schedule/407399/ |
| 10 oktober 2023 14:00 | (24–22, 21–19)   |     |                  | Plazas de Toros Tlaxcala Domare: Vincent Roche (FRA), Rui Carvalho (POR) Rapport: https://en.volleyballworld.com/beachvolleyball/competitions/beach-volleyball-world-championships-tlaxcala-2023/schedule/407399/ |

| 10 oktober 2023 14:00 | McHugh – Burnett      | 2–1 | Pedrosa – Campos | Plaza de la Constitución Tlaxcala Domare: Brian Hiebert (CAN), Sylvain Druart (FRA) Rapport: https://en.volleyballworld.com/beachvolleyball/competitions/beach-volleyball-world-championships-tlaxcala-2023/schedule/407401/ |
| 10 oktober 2023 14:00 | (21–17, 19–21, 15–12) |     |                  | Plaza de la Constitución Tlaxcala Domare: Brian Hiebert (CAN), Sylvain Druart (FRA) Rapport: https://en.volleyballworld.com/beachvolleyball/competitions/beach-volleyball-world-championships-tlaxcala-2023/schedule/407401/ |

## Slutspel

### Bracket
|  | Sextondelsfinaler             | Sextondelsfinaler     |                      |   | Åttondelsfinaler | Åttondelsfinaler |            |            | Kvartsfinaler | Kvartsfinaler |  |  | Semifinaler | Semifinaler |  |  | Final | Final |
|  |                               |                       |                      |   |                  |                  |            |            |               |               |  |  |             |             |  |  |       |       |
|  | 11 oktober                    |                       |                      |   |                  |                  |            |            |               |               |  |  |             |             |  |  |       |       |
|  |                               |                       |                      |   |                  |                  |            |            |               |               |  |  |             |             |  |  |       |       |
|  | A. Mol – Sørum                | 2                     |                      |   |                  |                  |            |            |               |               |  |  |             |             |  |  |       |       |
|  | A. Mol – Sørum                | 2                     | 12 oktober           |   |                  |                  |            |            |               |               |  |  |             |             |  |  |       |       |
|  | M. Grimalt – E. Grimalt       | 0                     |                      |   |                  |                  |            |            |               |               |  |  |             |             |  |  |       |       |
|  | M. Grimalt – E. Grimalt       | 0                     | A. Mol – Sørum       | 2 |                  |                  |            |            |               |               |  |  |             |             |  |  |       |       |
|  | 11 oktober                    |                       | A. Mol – Sørum       | 2 |                  |                  |            |            |               |               |  |  |             |             |  |  |       |       |
|  |                               | Cottafava – Nicolai   | 0                    |   |                  |                  |            |            |               |               |  |  |             |             |  |  |       |       |
|  | N. Capogrosso – T. Capogrosso | Cottafava – Nicolai   | 0                    | 0 |                  |                  |            |            |               |               |  |  |             |             |  |  |       |       |
|  | N. Capogrosso – T. Capogrosso |                       | 13 oktober           | 0 |                  |                  |            |            |               |               |  |  |             |             |  |  |       |       |
|  | Cottafava – Nicolai           | 2                     |                      |   |                  |                  |            |            |               |               |  |  |             |             |  |  |       |       |
|  | Cottafava – Nicolai           | 2                     | A. Mol – Sørum       | 1 |                  |                  |            |            |               |               |  |  |             |             |  |  |       |       |
|  | 11 oktober                    |                       | A. Mol – Sørum       | 1 |                  |                  |            |            |               |               |  |  |             |             |  |  |       |       |
|  |                               | Perušič – Schweiner   | 2                    |   |                  |                  |            |            |               |               |  |  |             |             |  |  |       |       |
|  | Alayo – Díaz                  | Perušič – Schweiner   | 2                    | 0 |                  |                  |            |            |               |               |  |  |             |             |  |  |       |       |
|  | Alayo – Díaz                  | 12 oktober            |                      | 0 |                  |                  |            |            |               |               |  |  |             |             |  |  |       |       |
|  | Lupo – Rossi                  | 2                     |                      |   |                  |                  |            |            |               |               |  |  |             |             |  |  |       |       |
|  | Lupo – Rossi                  | 2                     | Lupo – Rossi         | 0 |                  |                  |            |            |               |               |  |  |             |             |  |  |       |       |
|  | 11 oktober                    |                       | Lupo – Rossi         | 0 |                  |                  |            |            |               |               |  |  |             |             |  |  |       |       |
|  |                               | Perušič – Schweiner   | 2                    |   |                  |                  |            |            |               |               |  |  |             |             |  |  |       |       |
|  | Perušič – Schweiner           | Perušič – Schweiner   | 2                    | 2 |                  |                  |            |            |               |               |  |  |             |             |  |  |       |       |
|  | Perušič – Schweiner           |                       | 14 oktober           | 2 |                  |                  |            |            |               |               |  |  |             |             |  |  |       |       |
|  | Herrera – Gavira              | 0                     |                      |   |                  |                  |            |            |               |               |  |  |             |             |  |  |       |       |
|  | Herrera – Gavira              | 0                     | Perušič – Schweiner  | 2 |                  |                  |            |            |               |               |  |  |             |             |  |  |       |       |
|  | 11 oktober                    |                       | Perušič – Schweiner  | 2 |                  |                  |            |            |               |               |  |  |             |             |  |  |       |       |
|  |                               | Crabb – Brunner       | 0                    |   |                  |                  |            |            |               |               |  |  |             |             |  |  |       |       |
|  | Seidl – Pristauz              | Crabb – Brunner       | 0                    | 1 |                  |                  |            |            |               |               |  |  |             |             |  |  |       |       |
|  | Seidl – Pristauz              | 12 oktober            |                      | 1 |                  |                  |            |            |               |               |  |  |             |             |  |  |       |       |
|  | Solberg – Carvalhaes          | 2                     |                      |   |                  |                  |            |            |               |               |  |  |             |             |  |  |       |       |
|  | Solberg – Carvalhaes          | 2                     | Solberg – Carvalhaes | 2 |                  |                  |            |            |               |               |  |  |             |             |  |  |       |       |
|  | 11 oktober                    |                       | Solberg – Carvalhaes | 2 |                  |                  |            |            |               |               |  |  |             |             |  |  |       |       |
|  |                               | Evandro – Arthur      | 1                    |   |                  |                  |            |            |               |               |  |  |             |             |  |  |       |       |
|  | Evandro – Arthur              | Evandro – Arthur      | 1                    | 2 |                  |                  |            |            |               |               |  |  |             |             |  |  |       |       |
|  | Evandro – Arthur              |                       | 13 oktober           | 2 |                  |                  |            |            |               |               |  |  |             |             |  |  |       |       |
|  | Vitor Felipe – Renato         | 0                     |                      |   |                  |                  |            |            |               |               |  |  |             |             |  |  |       |       |
|  | Vitor Felipe – Renato         | 0                     | Solberg – Carvalhaes | 0 |                  |                  |            |            |               |               |  |  |             |             |  |  |       |       |
|  | 11 oktober                    |                       | Solberg – Carvalhaes | 0 |                  |                  |            |            |               |               |  |  |             |             |  |  |       |       |
|  |                               | Crabb – Brunner       | 2                    |   |                  |                  |            |            |               |               |  |  |             |             |  |  |       |       |
|  | Schachter – Dearing           | Crabb – Brunner       | 2                    | 0 |                  |                  |            |            |               |               |  |  |             |             |  |  |       |       |
|  | Schachter – Dearing           | 12 oktober            |                      | 0 |                  |                  |            |            |               |               |  |  |             |             |  |  |       |       |
|  | Hodges – Schubert             | 2                     |                      |   |                  |                  |            |            |               |               |  |  |             |             |  |  |       |       |
|  | Hodges – Schubert             | 2                     | Hodges – Schubert    | 0 |                  |                  |            |            |               |               |  |  |             |             |  |  |       |       |
|  | 11 oktober                    |                       | Hodges – Schubert    | 0 |                  |                  |            |            |               |               |  |  |             |             |  |  |       |       |
|  |                               | Crabb – Brunner       | 2                    |   |                  |                  |            |            |               |               |  |  |             |             |  |  |       |       |
|  | McHugh – Burnett              | Crabb – Brunner       | 2                    | 0 |                  |                  |            |            |               |               |  |  |             |             |  |  |       |       |
|  | McHugh – Burnett              |                       | 15 oktober           | 0 |                  |                  |            |            |               |               |  |  |             |             |  |  |       |       |
|  | Crabb – Brunner               | 2                     |                      |   |                  |                  |            |            |               |               |  |  |             |             |  |  |       |       |
|  | Crabb – Brunner               | 2                     | Perušič – Schweiner  | 2 |                  |                  |            |            |               |               |  |  |             |             |  |  |       |       |
|  | 11 oktober                    |                       | Perušič – Schweiner  | 2 |                  |                  |            |            |               |               |  |  |             |             |  |  |       |       |
|  |                               | Åhman – Hellvig       | 1                    |   |                  |                  |            |            |               |               |  |  |             |             |  |  |       |       |
|  | Partain – Benesh              | Åhman – Hellvig       | 1                    | 2 |                  |                  |            |            |               |               |  |  |             |             |  |  |       |       |
|  | Partain – Benesh              | 12 oktober            |                      | 2 |                  |                  |            |            |               |               |  |  |             |             |  |  |       |       |
|  | Kantor – Zdybek               | 0                     |                      |   |                  |                  |            |            |               |               |  |  |             |             |  |  |       |       |
|  | Kantor – Zdybek               | 0                     | Partain – Benesh     | 2 |                  |                  |            |            |               |               |  |  |             |             |  |  |       |       |
|  | 11 oktober                    |                       | Partain – Benesh     | 2 |                  |                  |            |            |               |               |  |  |             |             |  |  |       |       |
|  |                               | Ranghieri – Carambula | 0                    |   |                  |                  |            |            |               |               |  |  |             |             |  |  |       |       |
|  | Ha – Wu                       | Ranghieri – Carambula | 0                    | 0 |                  |                  |            |            |               |               |  |  |             |             |  |  |       |       |
|  | Ha – Wu                       |                       | 13 oktober           | 0 |                  |                  |            |            |               |               |  |  |             |             |  |  |       |       |
|  | Ranghieri – Carambula         | 2                     |                      |   |                  |                  |            |            |               |               |  |  |             |             |  |  |       |       |
|  | Ranghieri – Carambula         | 2                     | Partain – Benesh     | 0 |                  |                  |            |            |               |               |  |  |             |             |  |  |       |       |
|  | 11 oktober                    |                       | Partain – Benesh     | 0 |                  |                  |            |            |               |               |  |  |             |             |  |  |       |       |
|  |                               | Łosiak – Bryl         | 2                    |   |                  |                  |            |            |               |               |  |  |             |             |  |  |       |       |
|  | Łosiak – Bryl                 | Łosiak – Bryl         | 2                    | 2 |                  |                  |            |            |               |               |  |  |             |             |  |  |       |       |
|  | Łosiak – Bryl                 | 12 oktober            |                      | 2 |                  |                  |            |            |               |               |  |  |             |             |  |  |       |       |
|  | H. Mol – Berntsen             | 0                     |                      |   |                  |                  |            |            |               |               |  |  |             |             |  |  |       |       |
|  | H. Mol – Berntsen             | 0                     | Łosiak – Bryl        | 2 |                  |                  |            |            |               |               |  |  |             |             |  |  |       |       |
|  | 11 oktober                    |                       | Łosiak – Bryl        | 2 |                  |                  |            |            |               |               |  |  |             |             |  |  |       |       |
|  |                               | Ehlers – Wickler      | 0                    |   |                  |                  |            |            |               |               |  |  |             |             |  |  |       |       |
|  | Hörl – Horst                  | Ehlers – Wickler      | 0                    | 0 |                  |                  |            |            |               |               |  |  |             |             |  |  |       |       |
|  | Hörl – Horst                  |                       | 14 oktober           | 0 |                  |                  |            |            |               |               |  |  |             |             |  |  |       |       |
|  | Ehlers – Wickler              | 2                     |                      |   |                  |                  |            |            |               |               |  |  |             |             |  |  |       |       |
|  | Ehlers – Wickler              | 2                     | Łosiak – Bryl        | 1 |                  |                  |            |            |               |               |  |  |             |             |  |  |       |       |
|  | 11 oktober                    |                       | Łosiak – Bryl        | 1 |                  |                  |            |            |               |               |  |  |             |             |  |  |       |       |
|  |                               | Åhman – Hellvig       | 2                    |   | Bronsmatch       | Bronsmatch       |            |            |               |               |  |  |             |             |  |  |       |       |
|  | Cherif – Ahmed                | Åhman – Hellvig       | 2                    | 0 | Bronsmatch       | Bronsmatch       |            |            |               |               |  |  |             |             |  |  |       |       |
|  | Cherif – Ahmed                | 12 oktober            | 12 oktober           | 0 |                  |                  | 15 oktober | 15 oktober |               |               |  |  |             |             |  |  |       |       |
|  | Boermans – De Groot           | 12 oktober            | 12 oktober           | 2 |                  |                  | 15 oktober | 15 oktober |               |               |  |  |             |             |  |  |       |       |
|  | Boermans – De Groot           | Boermans – De Groot   | 2                    | 2 | Crabb – Brunner  | 0                |            |            |               |               |  |  |             |             |  |  |       |       |
|  | 11 oktober                    | Boermans – De Groot   | 2                    |   | Crabb – Brunner  | 0                |            |            |               |               |  |  |             |             |  |  |       |       |
|  |                               | Immers – Van de Velde | 1                    |   | Łosiak – Bryl    | 2                |            |            |               |               |  |  |             |             |  |  |       |       |
|  | Popov – Reznik                | Immers – Van de Velde | 1                    | 0 | Łosiak – Bryl    | 2                |            |            |               |               |  |  |             |             |  |  |       |       |
|  | Popov – Reznik                |                       | 13 oktober           | 0 |                  |                  |            |            |               |               |  |  |             |             |  |  |       |       |
|  | Immers – Van de Velde         | 2                     |                      |   |                  |                  |            |            |               |               |  |  |             |             |  |  |       |       |
|  | Immers – Van de Velde         | 2                     | Boermans – De Groot  | 1 |                  |                  |            |            |               |               |  |  |             |             |  |  |       |       |
|  | 11 oktober                    |                       | Boermans – De Groot  | 1 |                  |                  |            |            |               |               |  |  |             |             |  |  |       |       |
|  |                               | Åhman – Hellvig       | 2                    |   |                  |                  |            |            |               |               |  |  |             |             |  |  |       |       |
|  | Brouwer – Meeuwsen            | Åhman – Hellvig       | 2                    | 2 |                  |                  |            |            |               |               |  |  |             |             |  |  |       |       |
|  | Brouwer – Meeuwsen            | 12 oktober            |                      | 2 |                  |                  |            |            |               |               |  |  |             |             |  |  |       |       |
|  | Aravena – Droguett            | 1                     |                      |   |                  |                  |            |            |               |               |  |  |             |             |  |  |       |       |
|  | Aravena – Droguett            | 1                     | Brouwer – Meeuwsen   | 0 |                  |                  |            |            |               |               |  |  |             |             |  |  |       |       |
|  | 11 oktober                    |                       | Brouwer – Meeuwsen   | 0 |                  |                  |            |            |               |               |  |  |             |             |  |  |       |       |
|  |                               | Åhman – Hellvig       | 2                    |   |                  |                  |            |            |               |               |  |  |             |             |  |  |       |       |
|  | Evans – Budinger              | Åhman – Hellvig       | 2                    | 0 |                  |                  |            |            |               |               |  |  |             |             |  |  |       |       |
|  | Evans – Budinger              |                       |                      | 0 |                  |                  |            |            |               |               |  |  |             |             |  |  |       |       |
|  | Åhman – Hellvig               | 2                     |                      |   |                  |                  |            |            |               |               |  |  |             |             |  |  |       |       |
|  | Åhman – Hellvig               | 2                     |                      |   |                  |                  |            |            |               |               |  |  |             |             |  |  |       |       |

### Sextondelsfinal
| 11 oktober 2023 11:00 | N. Capogrosso – T. Capogrosso | 0–2 | Cottafava – Nicolai | Plazas de Toros Tlaxcala Domare: Wang Lijun (CHN), Marlene Hernández (MEX) Rapport: https://en.volleyballworld.com/beachvolleyball/competitions/beach-volleyball-world-championships-tlaxcala-2023/schedule/407403/ |
| 11 oktober 2023 11:00 | (17–21, 12–21)                |     |                     | Plazas de Toros Tlaxcala Domare: Wang Lijun (CHN), Marlene Hernández (MEX) Rapport: https://en.volleyballworld.com/beachvolleyball/competitions/beach-volleyball-world-championships-tlaxcala-2023/schedule/407403/ |

| 11 oktober 2023 11:00 | Seidl – Pristauz      | 1–2 | Solberg – Carvalhaes | Plazas de Toros Huamantla Domare: Robert Leko (SRB), Juan Saavedra (COL) Rapport: https://en.volleyballworld.com/beachvolleyball/competitions/beach-volleyball-world-championships-tlaxcala-2023/schedule/407406/ |
| 11 oktober 2023 11:00 | (21–13, 15–21, 11–15) |     |                      | Plazas de Toros Huamantla Domare: Robert Leko (SRB), Juan Saavedra (COL) Rapport: https://en.volleyballworld.com/beachvolleyball/competitions/beach-volleyball-world-championships-tlaxcala-2023/schedule/407406/ |

| 11 oktober 2023 11:00 | Łosiak – Bryl  | 2–0 | H. Mol – Berntsen | Plaza de la Constitución Tlaxcala Domare: Nina Hobi (AUT), Milán Vachutka (CZE) Rapport: https://en.volleyballworld.com/beachvolleyball/competitions/beach-volleyball-world-championships-tlaxcala-2023/schedule/407412/ |
| 11 oktober 2023 11:00 | (21–18, 21–16) |     |                   | Plaza de la Constitución Tlaxcala Domare: Nina Hobi (AUT), Milán Vachutka (CZE) Rapport: https://en.volleyballworld.com/beachvolleyball/competitions/beach-volleyball-world-championships-tlaxcala-2023/schedule/407412/ |

| 11 oktober 2023 11:00 | Evans – Budinger | 0–2 | Åhman – Hellvig | Plazas de Toros Apizaco Domare: Agnieszka Myszkowska (POL), Rui Carvalho (POR) Rapport: https://en.volleyballworld.com/beachvolleyball/competitions/beach-volleyball-world-championships-tlaxcala-2023/schedule/407417/ |
| 11 oktober 2023 11:00 | (17–21, 15–21)   |     |                 | Plazas de Toros Apizaco Domare: Agnieszka Myszkowska (POL), Rui Carvalho (POR) Rapport: https://en.volleyballworld.com/beachvolleyball/competitions/beach-volleyball-world-championships-tlaxcala-2023/schedule/407417/ |

| 11 oktober 2023 12:00 | A. Mol – Sørum | 2–0 | M. Grimalt – E. Grimalt | Plazas de Toros Tlaxcala Domare: Jean Mukundiyukuri (RWA), Osvaldo Sumavil (ARG) Rapport: https://en.volleyballworld.com/beachvolleyball/competitions/beach-volleyball-world-championships-tlaxcala-2023/schedule/407402/ |
| 11 oktober 2023 12:00 | (21–12, 21–15) |     |                         | Plazas de Toros Tlaxcala Domare: Jean Mukundiyukuri (RWA), Osvaldo Sumavil (ARG) Rapport: https://en.volleyballworld.com/beachvolleyball/competitions/beach-volleyball-world-championships-tlaxcala-2023/schedule/407402/ |

| 11 oktober 2023 12:00 | Evandro – Arthur | 2–0 | Vitor Felipe – Renato | Plazas de Toros Huamantla Domare: José María Padron (ESP), Carlos Rivera (PUR) Rapport: https://en.volleyballworld.com/beachvolleyball/competitions/beach-volleyball-world-championships-tlaxcala-2023/schedule/407407/ |
| 11 oktober 2023 12:00 | (30–28, 21–16)   |     |                       | Plazas de Toros Huamantla Domare: José María Padron (ESP), Carlos Rivera (PUR) Rapport: https://en.volleyballworld.com/beachvolleyball/competitions/beach-volleyball-world-championships-tlaxcala-2023/schedule/407407/ |

| 11 oktober 2023 12:00 | Hörl – Horst   | 0–2 | Ehlers – Wickler | Plaza de la Constitución Tlaxcala Domare: Giseli Amantino (BRA), Mariko Satomi (JPN) Rapport: https://en.volleyballworld.com/beachvolleyball/competitions/beach-volleyball-world-championships-tlaxcala-2023/schedule/407413/ |
| 11 oktober 2023 12:00 | (12–21, 17–21) |     |                  | Plaza de la Constitución Tlaxcala Domare: Giseli Amantino (BRA), Mariko Satomi (JPN) Rapport: https://en.volleyballworld.com/beachvolleyball/competitions/beach-volleyball-world-championships-tlaxcala-2023/schedule/407413/ |

| 11 oktober 2023 12:00 | Brouwer – Meeuwsen   | 2–1 | Aravena – Droguett | Plazas de Toros Apizaco Domare: Brigham Beatie (USA), Davide Crescentini (ITA) Rapport: https://en.volleyballworld.com/beachvolleyball/competitions/beach-volleyball-world-championships-tlaxcala-2023/schedule/407416/ |
| 11 oktober 2023 12:00 | (17–21, 23–21, 15–7) |     |                    | Plazas de Toros Apizaco Domare: Brigham Beatie (USA), Davide Crescentini (ITA) Rapport: https://en.volleyballworld.com/beachvolleyball/competitions/beach-volleyball-world-championships-tlaxcala-2023/schedule/407416/ |

| 11 oktober 2023 17:00 | Alayo – Díaz   | 0–2 | Lupo – Rossi | Plazas de Toros Tlaxcala Domare: Lisandro dos Santos (BRA), Wang Lijun (CHN) Rapport: https://en.volleyballworld.com/beachvolleyball/competitions/beach-volleyball-world-championships-tlaxcala-2023/schedule/407404/ |
| 11 oktober 2023 17:00 | (16–21, 15–21) |     |              | Plazas de Toros Tlaxcala Domare: Lisandro dos Santos (BRA), Wang Lijun (CHN) Rapport: https://en.volleyballworld.com/beachvolleyball/competitions/beach-volleyball-world-championships-tlaxcala-2023/schedule/407404/ |

| 11 oktober 2023 17:00 | Schachter – Dearing | 0–2 | Hodges – Schubert | Plazas de Toros Huamantla Domare: Juan Saavedra (COL), Suzanne Lowry (USA) Rapport: https://en.volleyballworld.com/beachvolleyball/competitions/beach-volleyball-world-championships-tlaxcala-2023/schedule/407408/ |
| 11 oktober 2023 17:00 | (16–21, 22–24)      |     |                   | Plazas de Toros Huamantla Domare: Juan Saavedra (COL), Suzanne Lowry (USA) Rapport: https://en.volleyballworld.com/beachvolleyball/competitions/beach-volleyball-world-championships-tlaxcala-2023/schedule/407408/ |

| 11 oktober 2023 17:00 | Ha – Wu        | 0–2 | Ranghieri – Carambula | Plaza de la Constitución Tlaxcala Domare: Sylvain Druart (FRA), Nina Hobi (AUT) Rapport: https://en.volleyballworld.com/beachvolleyball/competitions/beach-volleyball-world-championships-tlaxcala-2023/schedule/407411/ |
| 11 oktober 2023 17:00 | (17–21, 23–25) |     |                       | Plaza de la Constitución Tlaxcala Domare: Sylvain Druart (FRA), Nina Hobi (AUT) Rapport: https://en.volleyballworld.com/beachvolleyball/competitions/beach-volleyball-world-championships-tlaxcala-2023/schedule/407411/ |

| 11 oktober 2023 17:00 | Popov – Reznik | 0–2 | Immers – Van de Velde | Plazas de Toros Apizaco Domare: Davide Crescentini (ITA), Brigham Beatie (USA) Rapport: https://en.volleyballworld.com/beachvolleyball/competitions/beach-volleyball-world-championships-tlaxcala-2023/schedule/407415/ |
| 11 oktober 2023 17:00 | (16–21, 13–21) |     |                       | Plazas de Toros Apizaco Domare: Davide Crescentini (ITA), Brigham Beatie (USA) Rapport: https://en.volleyballworld.com/beachvolleyball/competitions/beach-volleyball-world-championships-tlaxcala-2023/schedule/407415/ |

| 11 oktober 2023 18:00 | Perušič – Schweiner | 2–0 | Herrera – Gavira | Plazas de Toros Tlaxcala Domare: Brian Hiebert (CAN), Giseli Amantino (BRA) Rapport: https://en.volleyballworld.com/beachvolleyball/competitions/beach-volleyball-world-championships-tlaxcala-2023/schedule/407405/ |
| 11 oktober 2023 18:00 | (21–19, 21–17)      |     |                  | Plazas de Toros Tlaxcala Domare: Brian Hiebert (CAN), Giseli Amantino (BRA) Rapport: https://en.volleyballworld.com/beachvolleyball/competitions/beach-volleyball-world-championships-tlaxcala-2023/schedule/407405/ |

| 11 oktober 2023 18:00 | McHugh – Burnett | 0–2 | Crabb – Brunner | Plazas de Toros Huamantla Domare: Carlos Rivera (PUR), José María Padron (ESP) Rapport: https://en.volleyballworld.com/beachvolleyball/competitions/beach-volleyball-world-championships-tlaxcala-2023/schedule/407409/ |
| 11 oktober 2023 18:00 | (15–21, 17–21)   |     |                 | Plazas de Toros Huamantla Domare: Carlos Rivera (PUR), José María Padron (ESP) Rapport: https://en.volleyballworld.com/beachvolleyball/competitions/beach-volleyball-world-championships-tlaxcala-2023/schedule/407409/ |

| 11 oktober 2023 18:00 | Partain – Benesh | 2–0 | Kantor – Zdybek | Plaza de la Constitución Tlaxcala Domare: Osvaldo Sumavil (ARG), Jean Mukundiyukuri (RWA) Rapport: https://en.volleyballworld.com/beachvolleyball/competitions/beach-volleyball-world-championships-tlaxcala-2023/schedule/407410/ |
| 11 oktober 2023 18:00 | (21–17, 21–16)   |     |                 | Plaza de la Constitución Tlaxcala Domare: Osvaldo Sumavil (ARG), Jean Mukundiyukuri (RWA) Rapport: https://en.volleyballworld.com/beachvolleyball/competitions/beach-volleyball-world-championships-tlaxcala-2023/schedule/407410/ |

| 11 oktober 2023 18:00 | Cherif – Ahmed | 0–2 | Boermans – De Groot | Plazas de Toros Apizaco Domare: Charalampos Papadogoulas (GRE), Vincent Roche (FRA) Rapport: https://en.volleyballworld.com/beachvolleyball/competitions/beach-volleyball-world-championships-tlaxcala-2023/schedule/407414/ |
| 11 oktober 2023 18:00 | (17–21, 14–21) |     |                     | Plazas de Toros Apizaco Domare: Charalampos Papadogoulas (GRE), Vincent Roche (FRA) Rapport: https://en.volleyballworld.com/beachvolleyball/competitions/beach-volleyball-world-championships-tlaxcala-2023/schedule/407414/ |

### Åttondelsfinal
| 12 oktober 2023 17:00 | A. Mol – Sørum | 2–0 | Cottafava – Nicolai | Plazas de Toros Tlaxcala Domare: Lisandro dos Santos (BRA), Giseli Amantino (BRA) Rapport: https://en.volleyballworld.com/beachvolleyball/competitions/beach-volleyball-world-championships-tlaxcala-2023/schedule/407418/ |
| 12 oktober 2023 17:00 | (21–19, 21–17) |     |                     | Plazas de Toros Tlaxcala Domare: Lisandro dos Santos (BRA), Giseli Amantino (BRA) Rapport: https://en.volleyballworld.com/beachvolleyball/competitions/beach-volleyball-world-championships-tlaxcala-2023/schedule/407418/ |

| 12 oktober 2023 17:00 | Brouwer – Meeuwsen | 0–2 | Åhman – Hellvig | Plazas de Toros Apizaco Domare: Brigham Beatie (USA), Agnieszka Myszkowska (POL) Rapport: https://en.volleyballworld.com/beachvolleyball/competitions/beach-volleyball-world-championships-tlaxcala-2023/schedule/407425/ |
| 12 oktober 2023 17:00 | (13–21, 11–21)     |     |                 | Plazas de Toros Apizaco Domare: Brigham Beatie (USA), Agnieszka Myszkowska (POL) Rapport: https://en.volleyballworld.com/beachvolleyball/competitions/beach-volleyball-world-championships-tlaxcala-2023/schedule/407425/ |

| 12 oktober 2023 18:00 | Hodges – Schubert | 0–2 | Crabb – Brunner | Plazas de Toros Huamantla Domare: Giovanni Bake (RSA), Robert Leko (SRB) Rapport: https://en.volleyballworld.com/beachvolleyball/competitions/beach-volleyball-world-championships-tlaxcala-2023/schedule/407421/ |
| 12 oktober 2023 18:00 | (17–21, 17–21)    |     |                 | Plazas de Toros Huamantla Domare: Giovanni Bake (RSA), Robert Leko (SRB) Rapport: https://en.volleyballworld.com/beachvolleyball/competitions/beach-volleyball-world-championships-tlaxcala-2023/schedule/407421/ |

| 12 oktober 2023 18:00 | Łosiak – Bryl  | 2–0 | Ehlers – Wickler | Plaza de la Constitución Tlaxcala Domare: Brian Hiebert (CAN), Sylvain Druart (FRA) Rapport: https://en.volleyballworld.com/beachvolleyball/competitions/beach-volleyball-world-championships-tlaxcala-2023/schedule/407423/ |
| 12 oktober 2023 18:00 | (21–18, 21–16) |     |                  | Plaza de la Constitución Tlaxcala Domare: Brian Hiebert (CAN), Sylvain Druart (FRA) Rapport: https://en.volleyballworld.com/beachvolleyball/competitions/beach-volleyball-world-championships-tlaxcala-2023/schedule/407423/ |

| 12 oktober 2023 19:00 | Lupo – Rossi   | 0–2 | Perušič – Schweiner | Plazas de Toros Tlaxcala Domare: Giseli Amantino (BRA), Emanuel Batani (MEX) Rapport: https://en.volleyballworld.com/beachvolleyball/competitions/beach-volleyball-world-championships-tlaxcala-2023/schedule/407419/ |
| 12 oktober 2023 19:00 | (15–21, 17–21) |     |                     | Plazas de Toros Tlaxcala Domare: Giseli Amantino (BRA), Emanuel Batani (MEX) Rapport: https://en.volleyballworld.com/beachvolleyball/competitions/beach-volleyball-world-championships-tlaxcala-2023/schedule/407419/ |

| 12 oktober 2023 19:00 | Solberg – Carvalhaes  | 2–1 | Evandro – Arthur | Plazas de Toros Huamantla Domare: Carlos Rivera (PUR), José María Padrón (ESP) Rapport: https://en.volleyballworld.com/beachvolleyball/competitions/beach-volleyball-world-championships-tlaxcala-2023/schedule/407420/ |
| 12 oktober 2023 19:00 | (15–21, 24–22, 15–10) |     |                  | Plazas de Toros Huamantla Domare: Carlos Rivera (PUR), José María Padrón (ESP) Rapport: https://en.volleyballworld.com/beachvolleyball/competitions/beach-volleyball-world-championships-tlaxcala-2023/schedule/407420/ |

| 12 oktober 2023 19:00 | Partain – Benesh | 2–0 | Ranghieri – Carambula | Plaza de la Constitución Tlaxcala Domare: Milán Vachutka (CZE), Osvaldo Sumavil (ARG) Rapport: https://en.volleyballworld.com/beachvolleyball/competitions/beach-volleyball-world-championships-tlaxcala-2023/schedule/407422/ |
| 12 oktober 2023 19:00 | (21–14, 21–17)   |     |                       | Plaza de la Constitución Tlaxcala Domare: Milán Vachutka (CZE), Osvaldo Sumavil (ARG) Rapport: https://en.volleyballworld.com/beachvolleyball/competitions/beach-volleyball-world-championships-tlaxcala-2023/schedule/407422/ |

| 12 oktober 2023 19:00 | Boermans – De Groot   | 2–1 | Immers – Van de Velde | Plazas de Toros Apizaco Domare: Rui Carvalho (POR), Brigham Beatie (USA) Rapport: https://en.volleyballworld.com/beachvolleyball/competitions/beach-volleyball-world-championships-tlaxcala-2023/schedule/407424/ |
| 12 oktober 2023 19:00 | (21–18, 16–21, 15–13) |     |                       | Plazas de Toros Apizaco Domare: Rui Carvalho (POR), Brigham Beatie (USA) Rapport: https://en.volleyballworld.com/beachvolleyball/competitions/beach-volleyball-world-championships-tlaxcala-2023/schedule/407424/ |

### Kvartsfinaler
| 13 oktober 2023 16:00 | Partain – Benesh | 0–2 | Łosiak – Bryl | Plaza de la Constitución Tlaxcala Domare: Lisandro dos Santos (BRA), Milán Vachutka (CZE) Rapport: https://en.volleyballworld.com/beachvolleyball/competitions/beach-volleyball-world-championships-tlaxcala-2023/schedule/407428/ |
| 13 oktober 2023 16:00 | (19–21, 16–21)   |     |               | Plaza de la Constitución Tlaxcala Domare: Lisandro dos Santos (BRA), Milán Vachutka (CZE) Rapport: https://en.volleyballworld.com/beachvolleyball/competitions/beach-volleyball-world-championships-tlaxcala-2023/schedule/407428/ |

| 13 oktober 2023 18:00 | A. Mol – Sørum        | 1–2 | Perušič – Schweiner | Plazas de Toros Tlaxcala Domare: Brian Hiebert (CAN), Jean Mukundiyukuri (RWA) Rapport: https://en.volleyballworld.com/beachvolleyball/competitions/beach-volleyball-world-championships-tlaxcala-2023/schedule/407426/ |
| 13 oktober 2023 18:00 | (14–21, 21–14, 12–15) |     |                     | Plazas de Toros Tlaxcala Domare: Brian Hiebert (CAN), Jean Mukundiyukuri (RWA) Rapport: https://en.volleyballworld.com/beachvolleyball/competitions/beach-volleyball-world-championships-tlaxcala-2023/schedule/407426/ |

| 13 oktober 2023 19:00 | Boermans – De Groot   | 1–2 | Åhman – Hellvig | Plazas de Toros Apizaco Domare: Davide Crescentini (ITA), Rui Carvalho (POR) Rapport: https://en.volleyballworld.com/beachvolleyball/competitions/beach-volleyball-world-championships-tlaxcala-2023/schedule/407429/ |
| 13 oktober 2023 19:00 | (30–32, 24–22, 12–15) |     |                 | Plazas de Toros Apizaco Domare: Davide Crescentini (ITA), Rui Carvalho (POR) Rapport: https://en.volleyballworld.com/beachvolleyball/competitions/beach-volleyball-world-championships-tlaxcala-2023/schedule/407429/ |

| 13 oktober 2023 20:00 | Solberg – Carvalhaes | 0–2 | Crabb – Brunner | Plazas de Toros Huamantla Domare: Robert Leko (SRB), Giovanni Bake (RSA) Rapport: https://en.volleyballworld.com/beachvolleyball/competitions/beach-volleyball-world-championships-tlaxcala-2023/schedule/407427/ |
| 13 oktober 2023 20:00 | (17–21, 14–21)       |     |                 | Plazas de Toros Huamantla Domare: Robert Leko (SRB), Giovanni Bake (RSA) Rapport: https://en.volleyballworld.com/beachvolleyball/competitions/beach-volleyball-world-championships-tlaxcala-2023/schedule/407427/ |

### Semifinaler
| 14 oktober 2023 17:00 | Łosiak – Bryl         | 1–2 | Åhman – Hellvig | Plazas de Toros Tlaxcala Domare: Davide Crescentini (ITA), Brian Hiebert (CAN) Rapport: https://en.volleyballworld.com/beachvolleyball/competitions/beach-volleyball-world-championships-tlaxcala-2023/schedule/407431/ |
| 14 oktober 2023 17:00 | (11–21, 22–20, 16–18) |     |                 | Plazas de Toros Tlaxcala Domare: Davide Crescentini (ITA), Brian Hiebert (CAN) Rapport: https://en.volleyballworld.com/beachvolleyball/competitions/beach-volleyball-world-championships-tlaxcala-2023/schedule/407431/ |

| 14 oktober 2023 19:00 | Perušič – Schweiner | 2–0 | Crabb – Brunner | Plazas de Toros Tlaxcala Domare: Juan Saavedra (COL), Osvaldo Sumavil (ARG) Rapport: https://en.volleyballworld.com/beachvolleyball/competitions/beach-volleyball-world-championships-tlaxcala-2023/schedule/407430/ |
| 14 oktober 2023 19:00 | (21–15, 21–12)      |     |                 | Plazas de Toros Tlaxcala Domare: Juan Saavedra (COL), Osvaldo Sumavil (ARG) Rapport: https://en.volleyballworld.com/beachvolleyball/competitions/beach-volleyball-world-championships-tlaxcala-2023/schedule/407430/ |

### Match om tredjepris
| 15 oktober 2023 12:00 | Crabb – Brunner | 0–2 | Łosiak – Bryl | Plazas de Toros Tlaxcala Domare: Carlos Rivera (PUR), Robert Leko (SRB) Rapport: https://en.volleyballworld.com/beachvolleyball/competitions/beach-volleyball-world-championships-tlaxcala-2023/schedule/407432/ |
| 15 oktober 2023 12:00 | (17–21, 18–21)  |     |               | Plazas de Toros Tlaxcala Domare: Carlos Rivera (PUR), Robert Leko (SRB) Rapport: https://en.volleyballworld.com/beachvolleyball/competitions/beach-volleyball-world-championships-tlaxcala-2023/schedule/407432/ |

### Final
| 15 oktober 2023 14:30 | Perušič – Schweiner   | 2–1 | Åhman – Hellvig | Plazas de Toros Tlaxcala Domare: Charalampos Papadogoulas (GRE), Osvaldo Sumavil (ARG) Rapport: https://en.volleyballworld.com/beachvolleyball/competitions/beach-volleyball-world-championships-tlaxcala-2023/schedule/407433/ |
| 15 oktober 2023 14:30 | (21–15, 17–21, 15–13) |     |                 | Plazas de Toros Tlaxcala Domare: Charalampos Papadogoulas (GRE), Osvaldo Sumavil (ARG) Rapport: https://en.volleyballworld.com/beachvolleyball/competitions/beach-volleyball-world-championships-tlaxcala-2023/schedule/407433/ |

## Slutplaceringar
| Pos. | Lag                           |
| ---- | ----------------------------- |
|      | Perušič – Schweiner           |
|      | Åhman – Hellvig               |
|      | Łosiak – Bryl                 |
| 4    | Crabb – Brunner               |
| 5    | Solberg – Carvalhaes          |
| 5    | Boermans – De Groot           |
| 5    | A. Mol – Sørum                |
| 5    | Partain – Benesh              |
| 9    | Hodges – Schubert             |
| 9    | Evandro – Arthur              |
| 9    | Ehlers – Wickler              |
| 9    | Cottafava – Nicolai           |
| 9    | Lupo – Rossi                  |
| 9    | Ranghieri – Carambula         |
| 9    | Brouwer – Meeuwsen            |
| 9    | Immers – Van de Velde         |
| 17   | N. Capogrosso – T. Capogrosso |
| 17   | McHugh – Burnett              |
| 17   | Hörl – Horst                  |
| 17   | Seidl – Pristauz              |
| 17   | Vitor Felipe – Renato         |
| 17   | Schachter – Dearing           |
| 17   | Aravena – Droguett            |
| 17   | M. Grimalt – E. Grimalt       |
| 17   | Ha – Wu                       |
| 17   | Alayo – Díaz                  |
| 17   | Herrera – Gavira              |
| 17   | H. Mol – Berntsen             |
| 17   | Kantor – Zdybek               |
| 17   | Cherif – Ahmed                |
| 17   | Popov – Reznik                |
| 17   | Evans – Budinger              |
| 33   | Nicolaidis – Carracher        |
| 33   | Peter – Hernán                |
| 33   | Sarabia – Virgen              |
| 33   | Pedrosa – Campos              |
| 37   | George – André                |
| 37   | Leòn – Marcos                 |
| 37   | Bassereau – Lyneel            |
| 37   | Krou – Gauthier-Rat           |
| 37   | Blanco – Garcia               |
| 37   | Abicha – El Azhari            |
| 37   | Barajas – Cruz                |
| 37   | Galindo – Aguirre             |
| 37   | Monjane – Martinho            |
| 37   | Mora – López                  |
| 37   | Pithak – Poravid              |
| 37   | Schalk – Bourne               |